# Австралийская антарктическая экспедиция
Австрали́йская антаркти́ческая экспеди́ция 1911—1914 годов (англ. Australasian Antarctic Expedition, AAE) — комплексное исследование полярного континента под руководством геолога Дугласа Моусона, уже имевшего полярный опыт после участия в экспедиции Шеклтона 1907—1909 годов. Изначально целью Моусона было составление карты отдельных участков береговой линии Антарктиды в Австралийском секторе континента протяжённостью около 2000 миль (3200 км) из примерно 6600. Значительную финансовую поддержку экспедиции оказала Австралийская ассоциация содействия развитию науки (AAAS), остальные средства поступили от частных жертвователей и широкой публики. Береговая команда из 31 человека была разделена на два отряда, расположившихся на мысе Денисона и шельфовом леднике Шеклтона, которые собрали, в противоположность экспедиции Шеклтона, преследовавшей, в основном, цели первооткрывательских рекордов, ценные научные данные в самых широких областях — биологии, геологии, гляциологии и метеорологии и других. На острове Маккуори был высажен отдельный экспедиционный отряд, главной целью которого были метеорологические наблюдения и налаживание постоянной радиосвязи между Австралией и Антарктидой.
Экспедиционное судно — тюленебойная шхуна «Аврора», её командиром был Джон Кинг Дэвис — участник первой экспедиции Шеклтона. Команда обнаружила на побережье моря Дейвиса крупные колонии императорских пингвинов. На Земле Адели были зафиксированы зимние ветры со средней скоростью 44 м/с (максимальные — до 90 м/с), причём с бурей было около 340 дней в году — оказалось, что база располагалась в регионе с самым суровым климатом на Земле. Экспедиция нанесла на карту антарктические побережья суммарной протяжённостью более 4000 км, связав свои открытия с исследованиями Земли Адели, сделанными в XIX веке. Были выявлены полторы сотни географических объектов, названы два моря. Изданные труды экспедиции составили 22 тома. Начальник экспедиции за свои заслуги был посвящён в 1914 году в рыцари. В 1916 году все участники Австралийской экспедиции были награждены Полярной медалью.

## Планирование и снаряжение

### Замысел и планирование

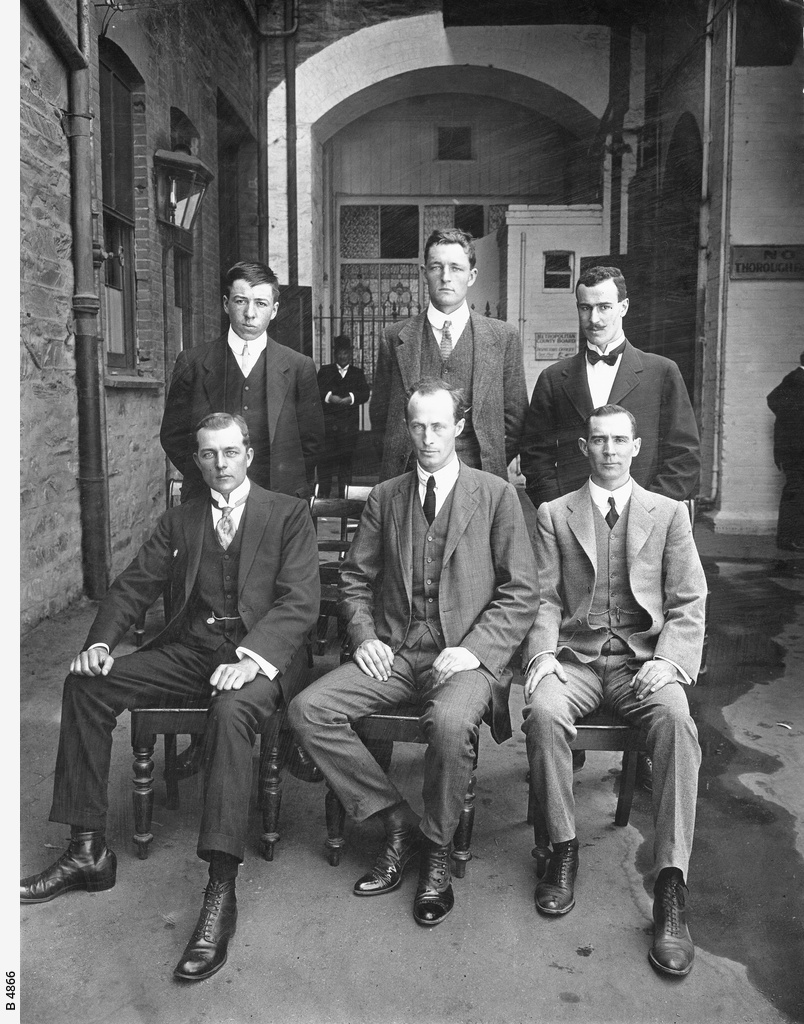
Участники экспедиции в Австралии: стоят (слева направо) Перси Корелл, Сесил Мадиган, Фрэнк Бикертон; сидят Альфред Ходжс, Дуглас Моусон (в центре) и Мортон Мойес. Фото 1911 года

Дуглас Моусон участвовал в первой экспедиции Шеклтона и входил в состав отряда, достигшего Южного магнитного полюса полярным летом 1908—1909 годов. Во время этого похода была выявлена огромная неисследованная территория к востоку от мыса Адэр; идея её комплексного изучения была озвучена Моусоном во время его поездки в Европу в феврале 1910 года. Он обратился к Роберту Скотту, предложив включить исследования побережья от мыса Адэр до Земли Вильгельма II в план будущей антарктической экспедиции. Скотт ответил, что и без того сильно занят, но взамен предложил Моусону участвовать в походе на Южный полюс. Они было пришли к предварительному соглашению, но вскоре Моусон отказался от сотрудничества со Скоттом и обратился со своим планом к Эрнесту Шеклтону. Шеклтон в письме Скотту заявил, что намерен осуществить в 1911 году экспедицию для картографирования побережья Западной Антарктиды, в которой Моусон будет заведовать научной частью. О реакции Шеклтона Моусон писал так:

Именно его инициативе до некоторой степени обязан я тем, что в конце концов мне пришлось взять на себя организацию и руководство экспедицией.
Предварительный план экспедиции был изложен в январе 1911 года на заседании Австралийской ассоциации содействия развитию науки. План был единогласно одобрен, выделены 1000 фунтов стерлингов и созданы комитеты разработки программы экспедиции и представления её правительству. Возглавили комиссию профессор Массон и президент Ассоциации — профессор Э. Дэвид (бывший участник экспедиции Шеклтона, глава похода к магнитному полюсу). Университет Аделаиды, в котором работал Моусон, предоставил ему отпуск с сохранением жалованья на всё время экспедиции.
В феврале 1911 года Моусон выехал в Лондон для покупки экспедиционного судна, заказа необходимого научного оборудования и доставки ездовых собак из Гренландии и меховой одежды из Норвегии. Моусона поддержал Шеклтон, обратившийся с призывом к британцам со страниц газеты Daily Mail, его проект был одобрен Королевским географическим обществом. В апреле 1911 года сотрудником экспедиции стал капитан Дж. Дэвис, который сразу же деятельно включился в подготовку похода. При подготовке научной программы существенную помощь оказали известные исследователи Антарктики — Жан Шарко, барон Адриен де Жерлаш и Уильям Спирс Брюс. В июле 1911 года Моусон вернулся в Австралию, рассчитывая отплыть уже в конце года.
После возвращения Моусона из Европы первоначальный план экспедиции был несколько скорректирован: помимо исследования Антарктиды, было решено основать метеорологическую базу на острове Маккуори, которая должна была также располагать беспроволочным телеграфом, обеспечивая передачу научных результатов антарктической команды. Помимо основной антарктической базы, предстояло высадить, насколько можно западнее, второй и третий отряды.

### Подготовка экспедиции

#### Финансы

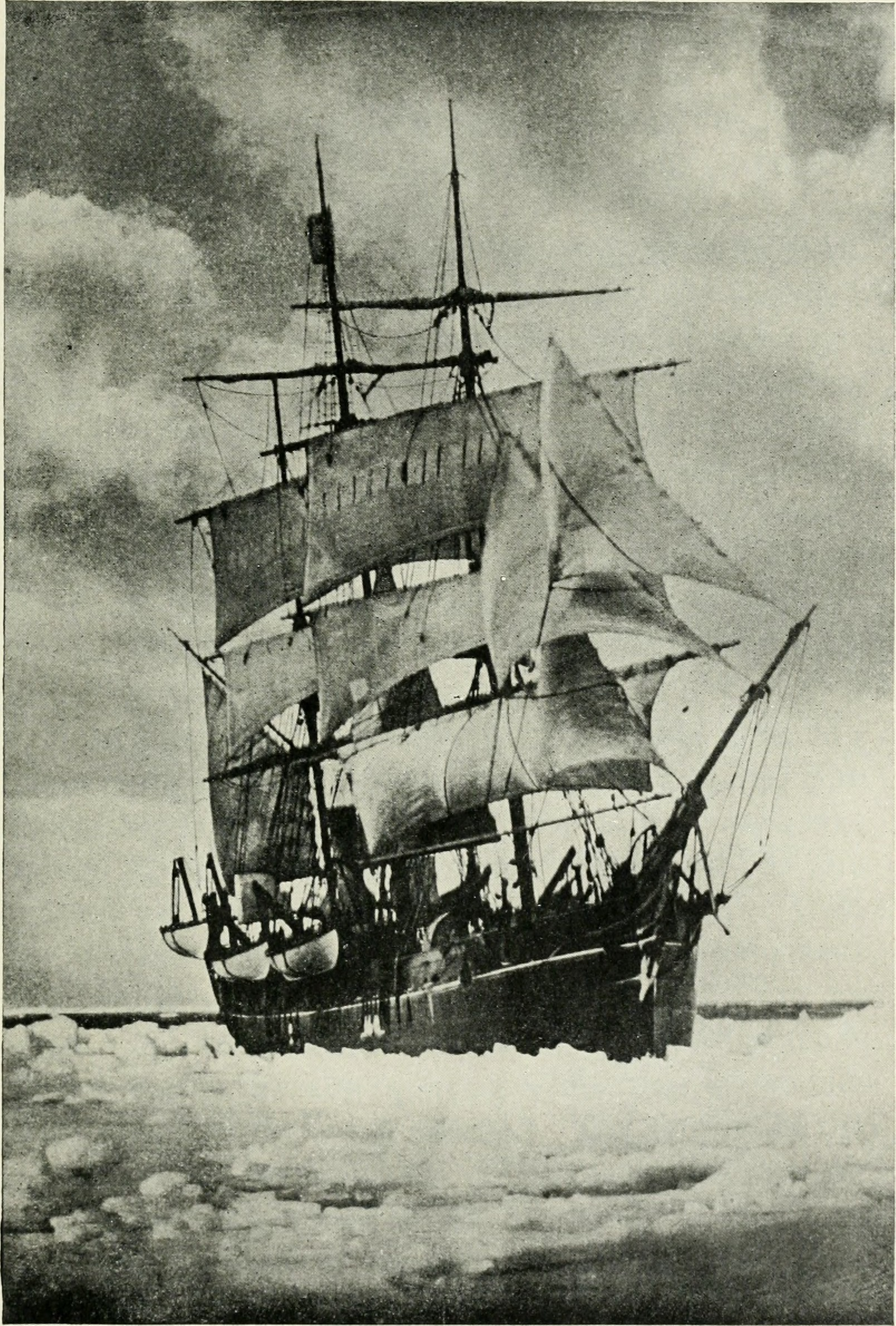
Экспедиционное судно — яхта «Аврора»

Моусон рассчитал, что для его планов будет необходима сумма примерно в 70 000 фунтов стерлингов (около 6 776 000 фунтов стерлингов в ценах 2017 года), продолжительность экспедиции предполагалась в 17 месяцев — с одной зимовкой в Антарктиде. Моусон рассчитывал на поддержку Шеклтона; ещё во время поездки в Лондон в 1910 году стальной магнат Джеральд Лайсат (Lysaght) обещал пожертвовать 10 000 фунтов стерлингов (968 000), чего было совершенно недостаточно даже для первичных работ по снаряжению. Моусон даже попытался участвовать в одном из проектов Шеклтона по разработке золотых месторождений в Венгрии, но убедился в его бесперспективности. Поскольку ирландский исследователь отправился в лекционный тур по США, Моусон был вынужден тоже отправиться в Нью-Йорк, а затем и Омаху. В результате австралийцу удалось получить 400 фунтов стерлингов (39 000 в ценах 2017 года) в компенсацию и документы, предоставляющие ему полную самостоятельность, в том числе и финансовую.
11 января 1911 года Моусон выступил с докладом на кафедре геологии Сиднейского университета и получил 1000 фунтов стерлингов (96 800) от Австралийской ассоциации содействия развитию науки, что составляло тогда треть средств этой организации. Уже через несколько дней Моусон смог встретиться с премьер-министром Австралийского Союза Эндрю Фишером. В середине января Моусон получил ещё 1000 фунтов стерлингов от Роберта Барра Смита, филантропа из Южной Австралии, связанного с его родным Аделаидским университетом. Вскоре он получил ещё пожертвований на 5000 фунтов стерлингов, однако 10 000 от Лайсата всё ещё не поступило. Поэтому 26 января Моусон вновь отправился в Европу, рассчитывая обратить на себя внимание влиятельных австралийцев на коронации Георга V. Большим ударом для него стало письмо, полученное от жены Дж. Лайсата, — тот был тяжело болен, а финансовое положение не позволяло поддержать экспедицию. Однако после презентации планов Моусона в Королевском географическом обществе 10 апреля сэр Леонард Дарвин предоставил ему 500 фунтов стерлингов. Вскоре Шеклтон свёл Моусона с лордом Нортклиффом, владельцем Daily Mail, Daily Mirror и The Times. Через газеты было объявлено, что австралийскому предприятию требуется 12 000 фунтов стерлингов, и всего за неделю Моусон получил 140 пожертвований на сумму 9 843 фунта стерлингов (952 800 фунтов стерлингов в ценах 2017 года), что позволило купить судно и оплатить наиболее срочные заказы. Часть провианта, одежды и прочего была пожертвована фирмами-производителями в рекламных целях. При этом производитель виски White Horse оформил дар (2 ящика) как «лекарства», много своей продукции прислала и компания British American Tobacco.
Летом 1911 года правительство штата Южная Австралия предоставило будущей экспедиции субсидию в 5000 фунтов стерлингов, вскоре аналогичные субсидии предоставили штаты Новый Южный Уэльс (7000 фунтов стерлингов) и Виктория (6000 фунтов стерлингов). К октябрю 1911 года средства предоставили также правительства Великобритании (2000 фунтов стерлингов) и Австралийского Союза (5000 фунтов стерлингов), что практически полностью сняло финансовые проблемы на первый сезон экспедиции. В 1912 году капитан Дэвис совершил специальную поездку в Лондон, Ассоциация содействия развитию науки вновь обратилась к австралийскому правительству; для успешной реализации научной программы удалось привлечь дополнительно 8000 фунтов стерлингов.

#### Экспедиционное судно
Вопрос о приобретении корабля снабжения был сложным, как из-за требований начальника экспедиции, так и по финансовым причинам. В Лондоне Моусон и Дэвис рассматривали возможность приобрести бывшее судно Скотта «Дискавери» и яхту «Скотия», задействованную в экспедиции У. Брюса. В конце концов судно было куплено у ньюфаундлендской тюленебойной компании «Боуринг»: деревянная яхта «Аврора» была построена в 1876 году и участвовала как вспомогательный корабль в неудачной экспедиции Грили. Яхта имела длину 165 футов (50,2 м), ширину 30 футов (9,1 м); была оснащена паровой машиной в 98 л. с., обеспечивающей на чистой воде скорость до 10 узлов. Регистровый тоннаж составлял 380 нетто-тонн (580 брутто-тонн), но фактическая грузоподъёмность была равна 600 тоннам. На яхте стояло парусное вооружение, как у баркентины. Для доставки грузов на остров Маккуори был зафрахтован пароход «Тороа» водоизмещением 120 тонн. Стоимость «Авроры» составила 6000 фунтов стерлингов (580 800 в ценах 2017 года), причём скидка, предоставленная владельцем, составила 50 %. Судно было переоборудовано, на юте были надстроены помещения для 25 человек и две лаборатории.

#### Снаряжение и оснащение

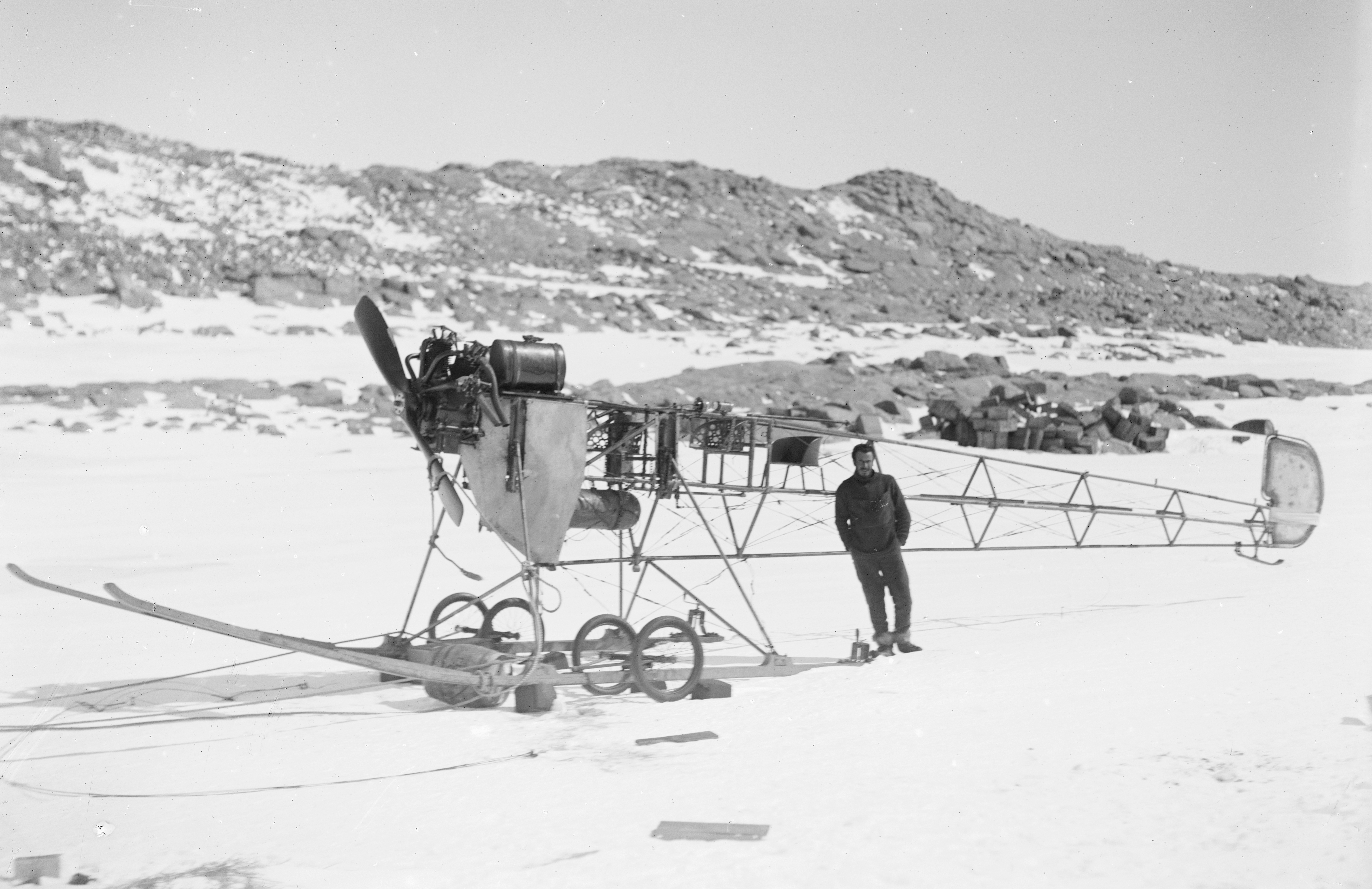
Аэросани, переделанные из самолёта

Для нужд антарктических исследований Моусон заказал в Гренландии 49 собак, отбором и доставкой которых занималось Датское географическое общество. По разным причинам живыми до Тасмании добрались 38 животных. Основное снаряжение было складировано в Хобарте и запаковано в 5200 ящиков, каждый весом от 50 до 70 фунтов (28—32 кг). Ящики были маркированы цветными полосами: чёрный для группы острова Маккуори, красный — для группы Моусона, синий — для группы Уайлда и жёлтый — для группы Мерфи. Из-за последующего перераспределения людей и снаряжения возникала путаница.
Помимо традиционных нарт, было решено воспользоваться технической новинкой — аэросанями. Это был моноплан фирмы «Виккерс», который был лишён крыльев и хвостового оперения и установлен на лыжное шасси. Изначально планировалось использовать его как самолёт, на первых порах — в Австралии — для рекламных целей. После аварии, в которой чуть не погиб заместитель начальника экспедиции, было решено переделать самолёт в тягач. Помимо самолёта, были взяты две станции беспроводного телеграфа с бензиновыми двигателями для генераторов. Радиоаппараты были немецкие — фирмы Telefunken. Для нужд моторного хозяйства было взято 4000 галлонов бензина (15 144 л) и 1300 галлонов керосина (4922 л), залитых в 4-галлонные (15,1 л) банки. Примечательно, что почти все нужные знакомства и скидки Моусон смог получить через Кэтлин Скотт — жену своего несостоявшегося начальника.

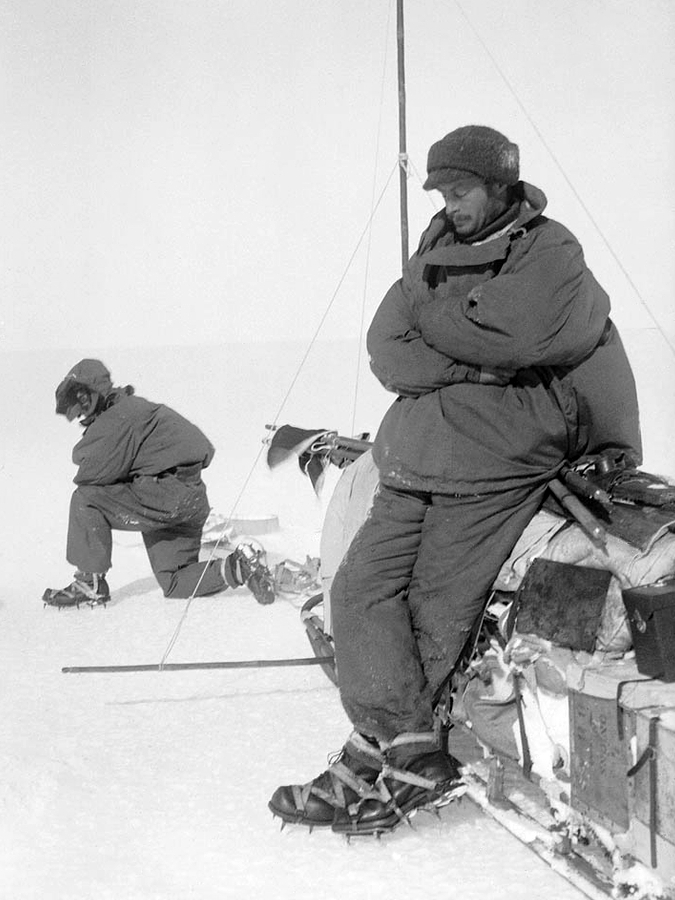
Так выглядела полярная одежда и обувь. Изображён Дуглас Моусон на привале. Фото Ксавье Мерца, возможно, 10 ноября 1912 года

Полярная одежда была изготовлена из ветронепроницаемого габардина фирмы Burberry. Брюки шили двухслойными во избежание износа, они держались на помочах, а верхняя их часть достигала середины грудной клетки. Снизу брюки снабжались шнуром, которым стягивались вокруг голенищ ботинок или унтов. Капюшон и куртка из той же ткани сшивались, хотя можно было отдельно носить шерстяной шлем, подшитый ватой. Под верхней габардиновой одеждой полярники носили шерстяные егерские костюмы с начёсом (жилетка, кальсоны и вязаный свитер). Из обуви большой популярностью пользовались унты из меха северного оленя, которые внутри выстилались норвежской осокой или манильской пенькой. Альпинистские «кошки» с шипами приходилось надевать поверх унтов. Руки защищались фетровыми рукавицами; для морозов были взяты рукавицы из волчьего меха, но, как оказалось, они быстро пропитывались снегом и замерзали.
Для санных походов использовались палатки системы Уилсдена, которые более всего напоминали раскрывающийся зонт (полог пришивался к 5 бамбуковым шестам). Брезентовый пол палатки мог использоваться в качестве паруса для нарт. Нарты использовались норвежские, длиной 11—12 футов (3,3—3,6 м) из горного ясеня и ореховой древесины, однако их полозья быстро снашивались о голый лёд. Пищу готовили на кухонных аппаратах системы Нансена, которые имели высокий КПД: на примус помимо котла для варки пищи устанавливался кольцевой котёл для растопки льда. Моусон указывал, что одного галлона керосина хватало на 12-дневный рацион горячей пищи для трёх человек.

#### Команда
Из 37 человек, работавших в Антарктиде, 29 были австралийцами, 4 новозеландцами, 3 — англичанами (включая лейтенанта Нинниса и лётчика Бикертона) и 1 — швейцарцем (К. Мерц). Только двое из них — сам Моусон и командир Западной партии Ф. Уайлд — обладали полярным опытом. При подборе участников экспедиции Моусон отдавал предпочтение молодым образованным людям — преимущественно аспирантам австралийских университетов: из 37 человек 20 имели учёную степень. Начальнику экспедиции исполнилось 30 лет, Уайлду — 28, капитану Дэвису — 27. Только двое участников команды были старше 40 лет, и только двое были женаты.
Каждый участник экспедиции заключал с Моусоном индивидуальный контракт, по условиям которого все полученные научные данные принадлежали экспедиции в целом, а все фотоматериалы официального и частного характера — её начальнику. По контракту всем участникам экспедиции полагалось вознаграждение в 300 фунтов стерлингов после её окончания, при этом гарантировалось полное обеспечение провиантом, одеждой и всем необходимым снаряжением. Моусон писал в частном письме, что единственное, что придётся приобретать за собственный счёт, — это зубная щётка.

## Переход до Антарктиды. Строительство базы

### Отправление. Прибытие на остров Маккуори и в Антарктиду

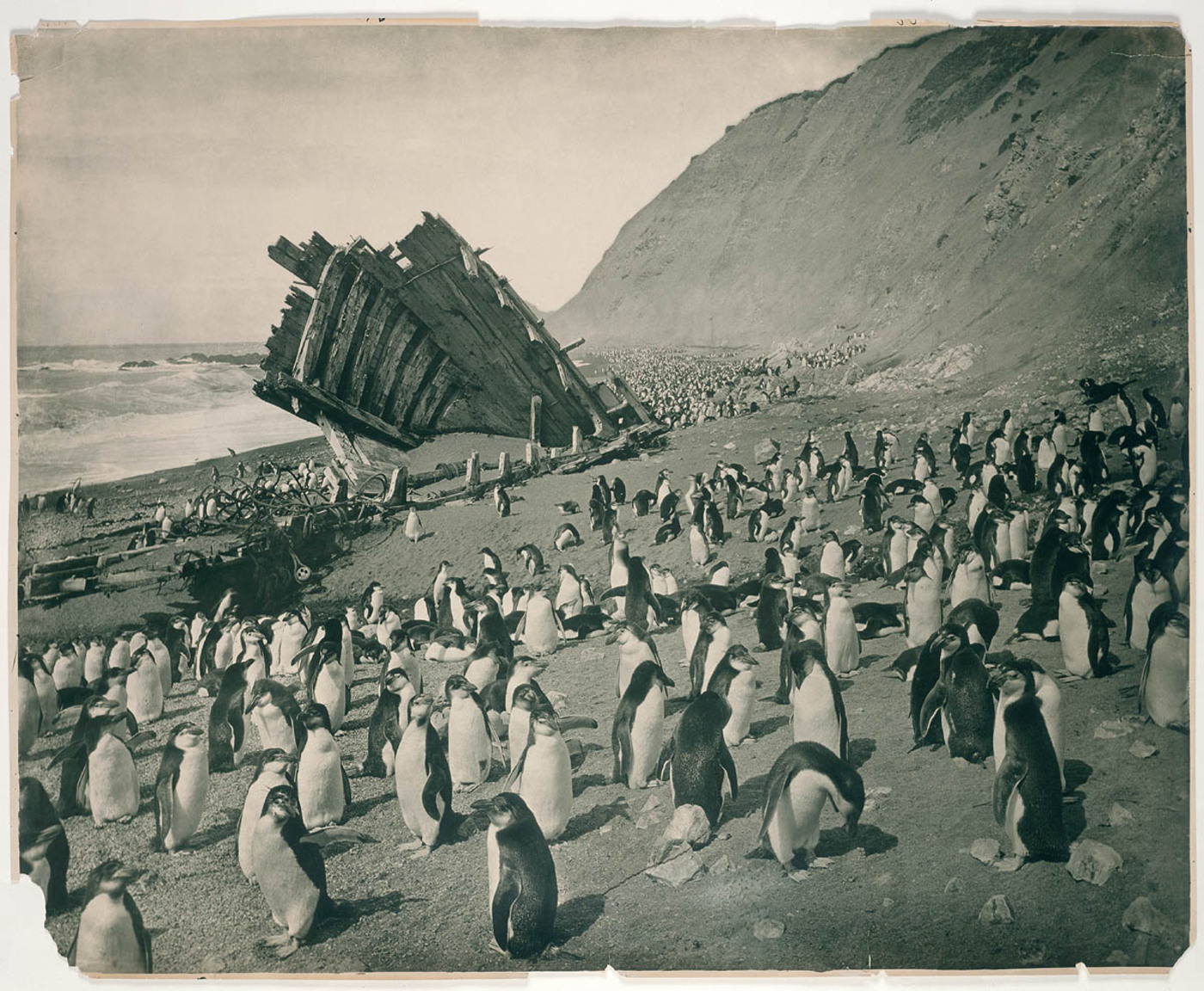
Разбитое промысловое судно на пляже о. Маккуори. Фото Фрэнка Хёрли

После отъезда Моусона из Лондона снаряжение «Авроры» полностью перешло в руки капитана Дэвиса. Доставленными из Копенгагена ездовыми собаками заведовали лейтенант Ниннис и доктор Мерц. 27 июля 1911 года яхта покинула Лондон, направляясь в Кардифф, где должна была принять 500 тонн угля в брикетах. Судно по пути попало в сильный шторм, были залиты трюмы и жилые помещения, в результате часть команды уволилась. Из-за забастовки угольщиков экспедиция покинула Британию только 4 августа. Единственным портом захода по пути в Хобарт был Кейптаун, куда «Аврора» прибыла 24 сентября и простояла всего два дня. Переход из Кейптауна в Тасманию длился 88 дней, преимущественно в штормовых условиях.
Перед отправлением команду приветствовал губернатор Тасмании Гарри Баррон, были получены телеграммы от короля Георга V и королевы-матери Александры, молебны были проведены в кафедральных соборах Сиднея и Хобарта. В 16:00 по местному времени 4 декабря 1911 года «Аврора» отплыла в Антарктику. Вечером того же дня начался сильный шторм, опасный для перегруженного судна, волнами разбило командирский мостик и моторный катер, погода улучшилась только 8 декабря. Вечером 11 декабря участники экспедиции прибыли на остров Маккуори, высадка в бухте Каролины произошла на следующий день; здесь была проведена серия магнитных наблюдений. Далее «Аврора» перешла в Северо-Восточную бухту, где было обнаружено разбившееся промысловое судно «Клайд». Его команду и груз тюленьего жира было решено отправить назад на вспомогательном судне «Тороа». Моусон с Эйнсвортом и Ханнамом занялись поиском места для береговой базы и радиостанции. К полудню 13 декабря на берег были заброшены необходимые грузы, вечером того же дня вернулась «Тороа». Работы по обустройству тянулись до 23 декабря, команда трудилась по 16 часов в сутки.

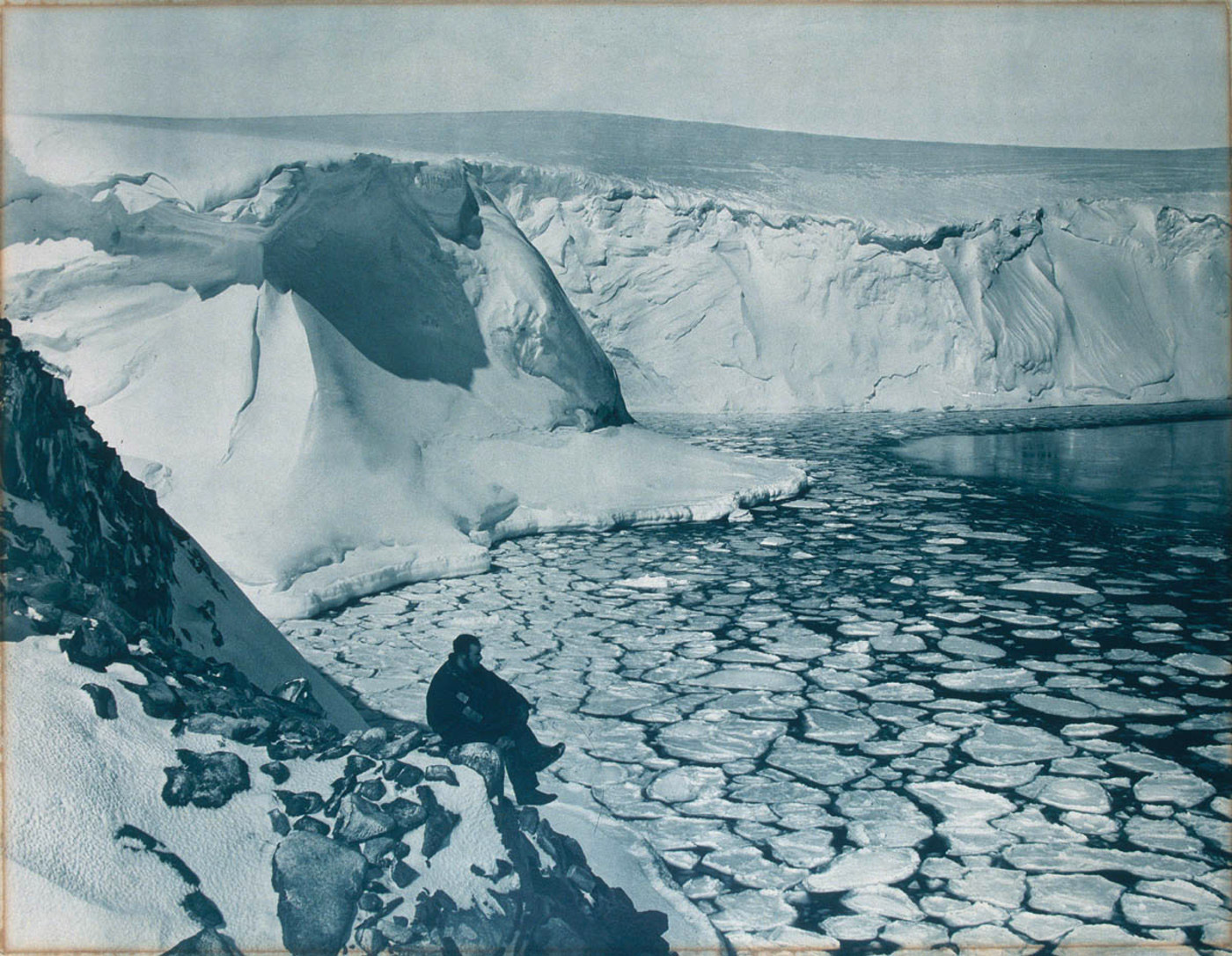
Фрэнк Бикертон и льды Залива Коммонуэлт. Фото Фрэнка Хёрли

24 декабря «Аврора» отправилась в Антарктиду и к 27 числу была в неисследованных водах. Море всё это время было чистым ото льда, но 28 и 29 декабря были замечены огромные массы плавающих водорослей. Погода благоприятствовала океанографическим работам, первый айсберг был замечен только 29 декабря.
6 января 1912 года «Аврора» подошла к берегам Антарктиды, открытая экипажем бухта получила имя Союза (Коммонуэлт). Моусон, убедившись, что ледовая обстановка крайне неустойчива, а климат сильно отличается от бассейна моря Росса, принял решение вместо трёх береговых отрядов высадить два. 8 января был открыт мыс Денисона; поскольку рядом располагались огромные колонии пингвинов, главную базу решено было строить именно в этом месте. Сразу же обнаружилось, что климат данной местности очень суров — уже вечером 8 января ветер усилился до 70 миль в час. Только 10 января удалось забросить на берег первые 5 тонн груза. Из-за очередного шторма разгрузка продолжалась с полудня 16 января до вечера 19-го. На берег свезли 23 тонны угля, два разобранных дома, магнитную обсерваторию, радиостанцию, запас провианта на два года, аэросани и запас топлива для них. Предстояло как можно скорее отправить Западную партию Уайлда, причём её база должна была отстоять от мыса Денисона не менее чем на 400 миль.
В результате плавания вдоль Земли Адели были открыты Земля Уилкса и море Дюрвиля. Ледовая обстановка была очень тяжёлой, как и погода, по преимуществу туманная и штормовая. Главной проблемой к середине февраля стало исчерпание запаса угля. После открытия шельфового ледника Шеклтона было решено основать зимовочную базу отряда Уайлда на плавучем льду. С 14 по 21 февраля были заброшены на берег 36 тонн груза, рано утром 22 февраля «Аврора» ушла на Тасманию. Обратный путь составил 2300 миль, и к моменту прибытия в Хобарт на борту оставалось всего 9 тонн угля

### Обустройство базы на мысе Денисона

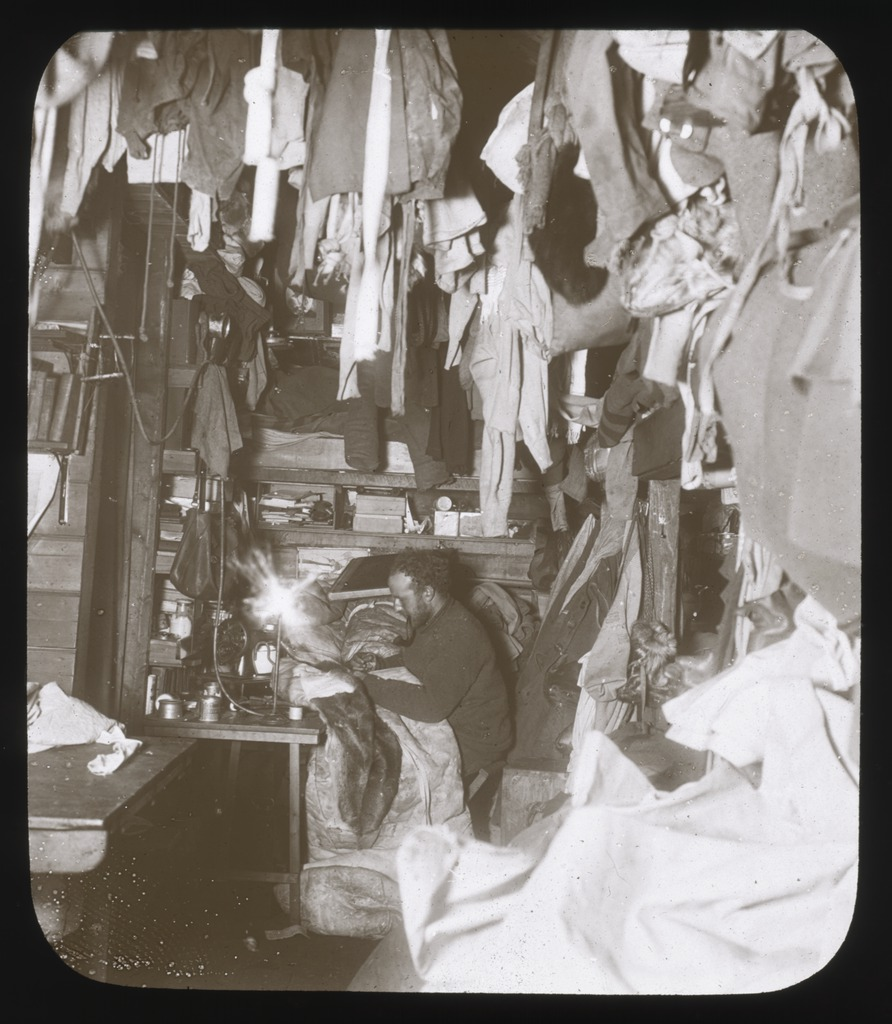
Так выглядел интерьер хижины на мысе Денисона. Изображён Бейдж, ремонтирующий свой спальный мешок при свете газовой лампы. Под потолком — предметы одежды на сушке. Фото Ф. Хёрли

Мыс Денисона состоит из обнажённых гранитов и гнейсов, выступающих из ледника залива Коммонуэлт примерно на 1500 метров в длину и 200—300 в ширину. Место для базы было выбрано на берегу залива, имеющего отдалённое сходство с бутылочным горлышком, что облегчало доставку грузов. Жилую хижину было решено возвести в устье бухты, на расстоянии примерно 30 метров от кромки припая, а павильоны для магнитных наблюдений — в низине к востоку от неё. Первое время члены зимовочной команды располагались в четырёх палатках, но уже 20 января были начаты работы по постройке базы. Поскольку в распоряжении зимовщиков были два разобранных дома, было решено из одного сделать тамбур и мастерскую, там же располагался мотор-генератор для радиостанции. По сравнению с островом Росса, обустройство базы было сложнее: ледник подходил почти к самому морскому побережью, а также отсутствовала земля или гравий, в который можно было бы врыть опорные столбы конструкции, и постройки приходилось ставить на сплошном гнейсе. Экспедиционные домики, построенные в Австралии, имели форму пирамиды; отапливаемое центральное помещение было окружено с четырёх сторон крытыми верандами высотой 5 футов (1,5 м), в которых оборудовались склады и убежище для собак, освещались помещения четырьмя потолочными люками и ацетиленовыми лампами. Под крышу база была подведена уже 22 января, 24 января закончили укладку пола, крышу с наветренной стороны настелили 25 января. 30 января команда впервые спала в капитальном помещении. С 1 февраля начались регулярные метеорологические наблюдения, приборы разместили в двух будках в 20 ярдах к востоку от дома. Для магнитных наблюдений были выстроены отдельные павильоны, расположенные дальше — во избежание помех. Собак на центральной базе было 19, но их состояние было лучше, чем в момент высадки с «Авроры».

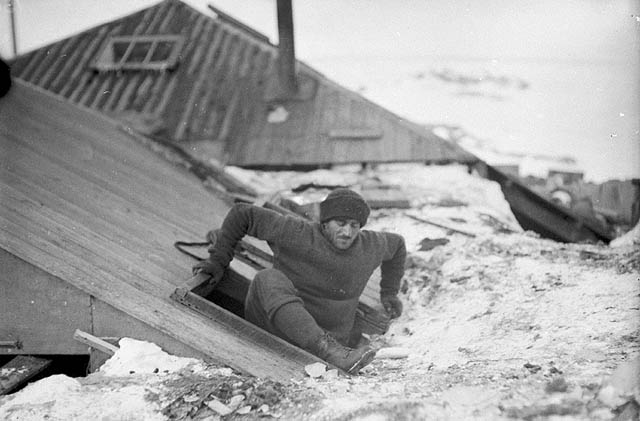
К. Мерц вылезает из тамбура, ведущего на веранду. На крыше жилой хижины на заднем плане отчётливо виден световой люк. Фото 1912 года

Поскольку Моусон уже в феврале пришёл к выводу, что на мысе Денисона погода намного более ветреная, чем в любом другом регионе Антарктиды, следовало сделать базу более герметичной. В результате, чтобы попасть в жилую хижину, требовалось преодолеть три двери — люк на веранду, двойную дверь вестибюля и третью — в собственно жилую зону. Все двери и люки были подвешены на пружинах и держались в закрытом состоянии. Во входном тамбуре устроили ледник для мяса, где помещалось 15 бараньих туш, привезённых из Австралии, а также свежая тюленина и мясо пингвинов.
С середины февраля ветры стали временно стихать к вечеру, поэтому начальник экспедиции распорядился обучить всех участников команды ходить на лыжах, главным экспертом был К. Мерц. Лыжи, взятые с собой, были предназначены для рыхлого, глубокого снега. О результатах Моусон писал:

…Я пришёл в конце концов к убеждению, что если бы мы все были такими опытными лыжниками, как Мерц, то лыжи могли бы принести нам бо́льшую пользу.

## Осень и первая зимовка на мысе Денисона

### Адаптация

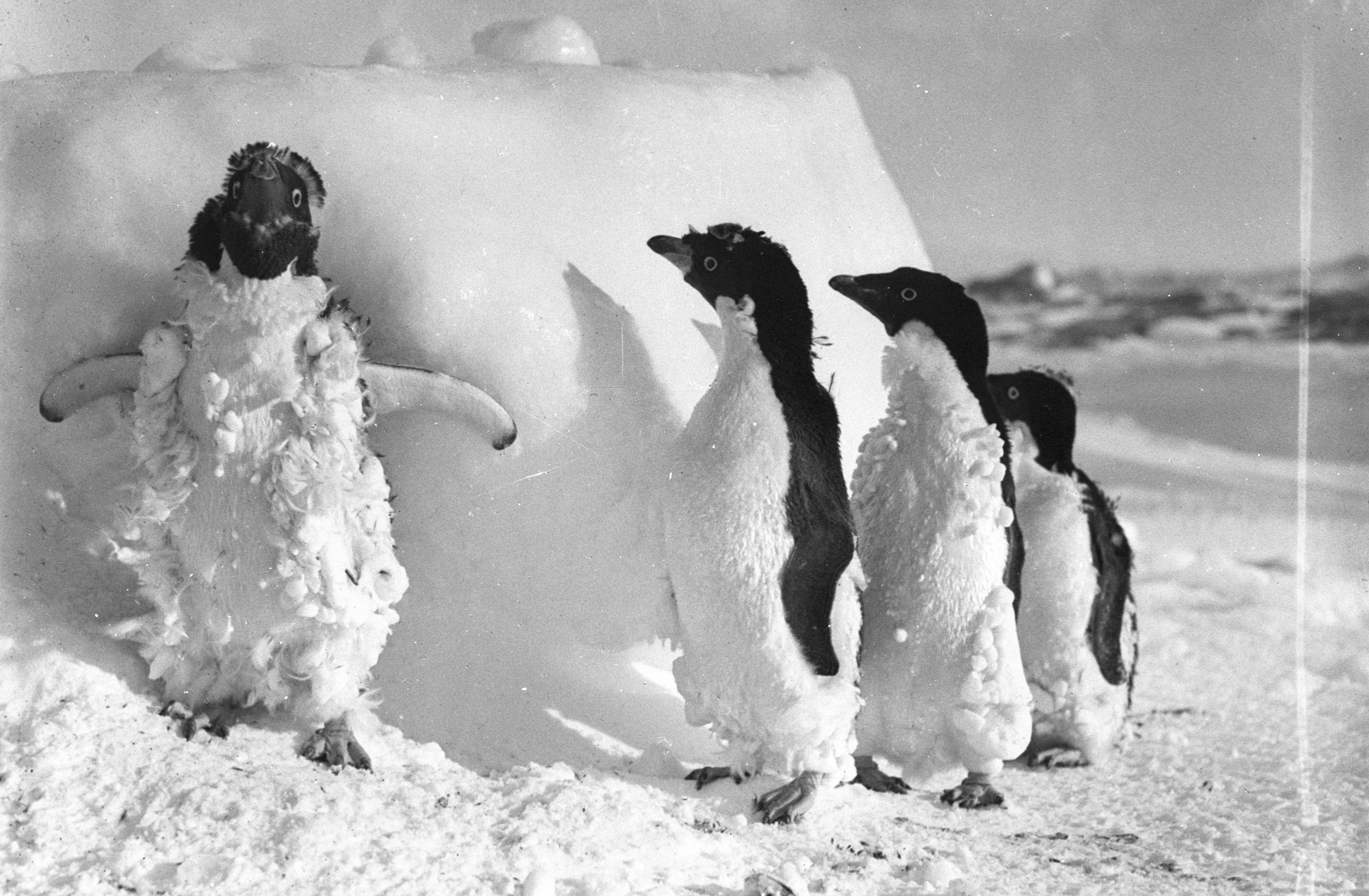
Птенцы пингвинов Адели после сильной пурги

28 февраля группа в составе Моусона, Бейджа и Мадигана начала разведку подходов к базе со стороны Антарктического ледника: было необходимо выявить безопасный спуск и обозначить его ориентирами. Из-за сильного ветра, который только усиливался на высоте, разведку завершили ко 2 марта. Скорость ветра достигала 80 миль в час, средняя температура держалась на уровне +15 °F (−10 °C). Пурга утихла только к 8 марта, и в этот день было решено завалить камнями стены магнитографической будки, чтобы её не снесло вихрями. За день до уровня крыши было навалено около 30 тонн камней. Внешняя облицовка обеспечивала также поддержание в помещении одинаковой температуры круглый год, необходимое для точной калибровки приборов. 12 марта буря возобновилась, в тот же день была потеряна шлюпка, которую снесло в океан вместе с ледовым полем, и наблюдалось первое полярное сияние. Сильнейший ветер забивал в мельчайшие щели обшивки жилого дома снег, который приходилось выгребать с веранды ежедневно, в жилой комнате в среднем поддерживалась температура всего +40 °F (+4,5 °C). Главным средством обогрева была кухонная плита, которую топили угольными брикетами, их расход достигал в среднем 100 фунтов (45 кг) в день. Во время метелей дымоход быстро забивался снежной пылью и льдом — труба была очень короткой. Дискомфорт доставляло и то, что в зависимости от погоды менялась температура в жилом помещении. В первые дни зимовки температура в жилой комнате не поднималась выше +19 °F (—7 °C), причём у пола и стен она была ещё ниже. В таких условиях замерзали чернила, а Хёрли однажды продемонстрировал фотопластинку, вмёрзшую в проявительную ванну, в которой её оставил.
22 марта в течение часа фиксировалась скорость ветра 86 миль в час. Передвижение людей в такой обстановке стало чрезвычайно актуальной проблемой. Даже самых сильных участников, обутых в кожаные ботинки или лапландские каньги («финнеско»), пригодные для менее суровых антарктических условий, либо бросало на снег, либо за считанные секунды сносило на 20—30 метров, пока ноги не находили твёрдой опоры — заструг или выступов скал. Надёжную опору давали только альпинистские швейцарские кошки, но они требовали плотной шнуровки поверх тёплых мягких унтов, из-за чего значительно возрастала опасность обморожения ног. Некоторые вбивали в подошвы своих ботинок длинные, не менее 1½ дюймов, гвозди — меньшие по длине не держали. Но даже в обуви с длинными шипами приходилось с усилием ставить ноги и наклоняться против ветра. Со временем участники экспедиции выработали особый способ передвижения в условиях непрерывного урагана; по словам Моусона, «стали искусными мастерами хождения во время урагана — достижение, заслуживающее сравнения с катанием на коньках или хождением на лыжах».

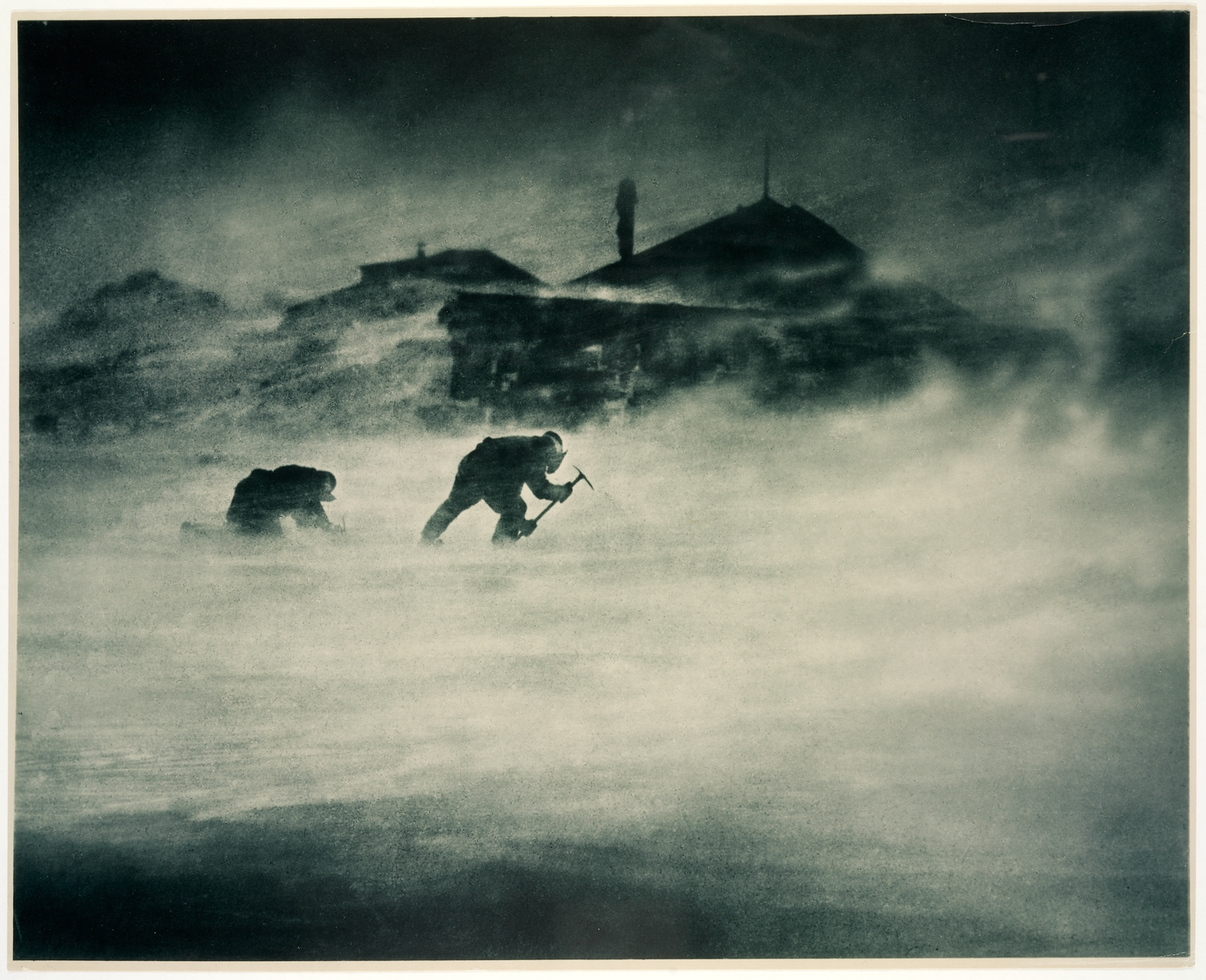
Фотография Ф. Хёрли иллюстрирует передвижение во время ураганного ветра

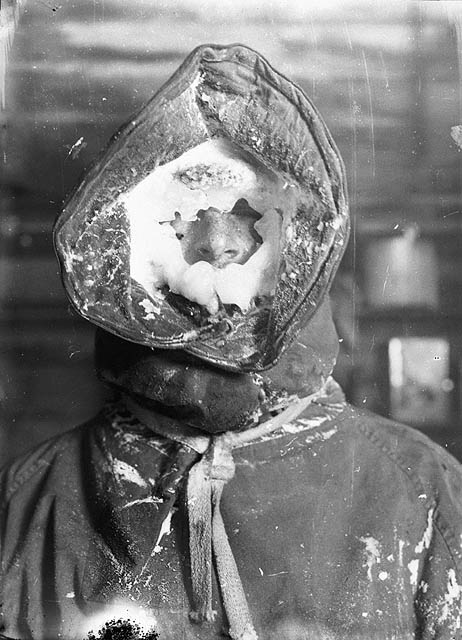
Типичный портрет человека, вышедшего на воздух в ураган. На фото метеоролог Мадиган после снятия показаний приборов

Расположение научных приборов требовало их постоянного посещения даже в условиях урагана. Мадиган каждое утро проверял метеорологическое оборудование и менял регистрационные катушки самописцев. На Уэттере лежала обязанность добычи и растопки льда, шедшего на бытовые нужды и приготовление пищи для 18 человек; Клоуз приносил уголь, складированный под открытым небом; квартирмейстер Мерфи выгребал снег из продовольственных складов и поставлял на кухню требуемые припасы. Поскольку наружные работы представляли большую опасность (однажды ассистента метеоролога — Ходжмана — снесло ветром, и он 2 часа не мог вернуться домой), по основным маршрутам на базе были проложены вехи. В сильную метель лицо человека под капюшоном заносило снегом, который от тепла, выделяемого кожей и дыханием, смерзался в маску, как можно видеть на фотографии.
По мере наступления зимы скорость ветра возрастала: в апреле было несколько дней со скоростью ветра в 90 миль в час. По этой причине дом был дополнительно обложен стеной из ящиков, а стропила с южной стороны были укреплены. К 15 мая ветер дул со скоростью 90 миль в час сутки подряд. 24 мая на базу обрушился неожиданный шквал со скоростью 200 миль в час. Температура опустилась до −28 °F (−33 °C). Хотя попытку наладить радиосвязь экспедиционеры предприняли ещё в апреле, только к 1 сентября 1912 года была закончена установка радиомачт, антенну натянули на высоте 65 футов (19,8 м) от основания. Передаваемые сообщения принимались на острове Маккуори, но на Земле Адели сообщения с материка слышны не были. Выходом из положения стала установка на радиомачты стеньг. 13 октября порывом шквала была повалена и расщеплена одна из мачт, на этом завершились эксперименты с радиосвязью в первый год экспедиции.

### Образ жизни полярников. Отношения в команде

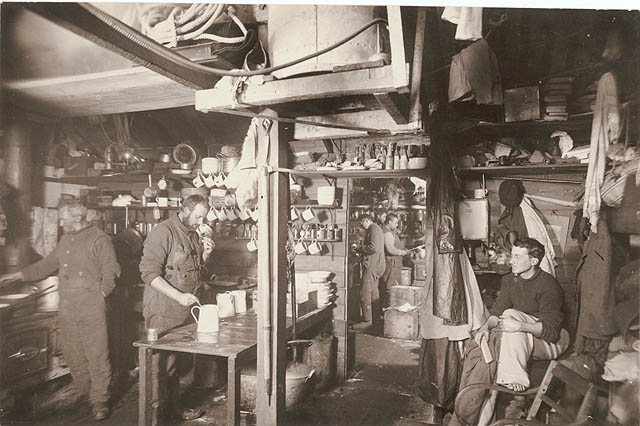
Кухонный уголок на экспедиционной базе. Фото Фрэнка Хёрли 1912 года

На зимовке Моусон старался поддерживать размеренный образ жизни: все члены команды по очереди несли кухонные вахты помимо прямых служебных обязанностей. Раз в 18 дней каждый зимовщик готовил пищу, служил на подхвате и нёс ночную вахту. Тяжелее всего была кухонная вахта: общий подъём объявляли в 8 часов утра, тогда как кок был вынужден вставать на час раньше и не мог лечь прежде, чем была наведена чистота на ночь. В обязанности кока входило обеспечивать трёхразовое питание (в восемь утра, час дня и половину седьмого вечера), кроме того, от плиты отапливался весь дом. Моусон писал:

Обедающие делили поваров на две группы — «поваров-плутов» и «поваров, чуждых условности». Такие лестные прозвища, как «помощник главного непревзойденного мастера ассоциации поваров-плутов» или «член общества путаников-буфетчиков», не были бессмысленными: они основывались на подлинных фактах.
Для поддержания разнообразия по понедельникам и четвергам мясные блюда готовили из пингвинов, по вторникам и пятницам — из тюленины, в среду открывали консервы, в воскресенье готовили баранину, а в субботу повар сам выбирал, из чего готовить основное блюдо. Навыки поваров были разные: Хёрли, например, любил делать сложное меню и иногда пёк пироги в форме кораблей и подобного; худшим коком, по общему мнению, был Ниннис. Не менее тяжелы были обязанности ассистента кока — он сервировал стол, мыл посуду, дважды в сутки мёл пол, таскал уголь и лёд для растопки. Последнее периодически приводило к казусам: однажды Ниннис пустил на воду два гляциологических образца Моусона, — это был солёный морской лёд. Ночной вахтенный снимал метеорологические показания в любую погоду, проводил наблюдения за полярными сияниями, поддерживал температуру в помещении выше нуля и следил, чтобы котлы для расплавки льда были полностью заполнены. Это была единственная возможность помыться и выстирать одежду, но мытьё не доставляло удовольствия из-за того, что максимальная температура в помещении не превышала +7 °C.
Элементом психологической разрядки были многочисленные праздники — в первую очередь дни рождения, хотя однажды команда ухитрилась отпраздновать юбилей первого запуска газового освещения в Лондоне. Моусон писал:

В дни рождения и при всяких других подходящих поводах появлялись блюда, которые приводили в восторг гурманов. Слоёные булочки, паровые пудинги, желе и бланманже, настоящие густые супы и консоме, тюлень с пряностями и специями, нежно зажаренный пингвин, очищенные и художественно оформленные овощи с приправой — всё это по мере повышения кулинарных знаний приготовлялось на должной высоте.
В целом члены команды ладили друг с другом, хотя различные бытовые конфликты между 18 людьми, ютящимися в одном помещении (общая площадь хижины составляла 53 м²), были неизбежны. Однако, судя по дневникам членов экспедиции, возникло противостояние между Моусоном и Мадиганом. Мадиган в своём дневнике не скрывал, что считал себя самым способным членом экспедиции, и ревновал к формальному статусу начальника. Командира он именовал по-латыни Dux Ipse («Сам Начальник») и негодовал, что доктор Моусон старался контролировать работу учёных, одновременно избегая заниматься рутинными измерениями. Отчасти это объяснялось тем, что на зимовке оказалось двое геологов: Стилуэлл должен был изначально входить в отдельный отряд, а его квалификация совпадала с таковой у Моусона. Поэтому Моусон (как объяснял он сам) отказался от самостоятельных исследований, чтобы не ставить Стилуэлла в позицию ассистента, и сам по мере сил помогал остальным специалистам. Например, командир был на подхвате у биолога Хантера с работой на драге; кроме того, он писал невесте — П. Дельпрат, — что любил физическую работу. Когда оказалось, что бурение морского льда не вызывает энтузиазма у большинства команды, Моусон взял и эту работу на себя.

## Летний сезон 1912—1913 годов

Исследовательские походы санных партий в сезон 1912—1913 годов. Карта из «The Geographical Journal»

### Разведочные походы. Разделение исследовательских партий
Ещё на зимовке Моусон настоял, чтобы был разработан рацион питания на время санных экспедиций; припасы были расфасованы на всю команду на 48 недель. Моусон основывался на опыте Шеклтона и высчитал суточную норму твёрдой пищи в 34 унции (963 г) на человека. Основой рациона был пеммикан и хлебцы Plasmon из 70 % непросеянной муки и молочного белка. Из их смеси можно было готовить суп или густую кашу. Также использовался патентованный концентрат Glaxo — сухое молоко с высоким содержанием жира, сахар, сливочное масло, шоколад, какао и чай. Расфасовка была утомительной: два человека разбивали брикеты Plasmon на кусочки и перемалывали крошки в порошок. Пеммикан фирмы Bovril извлекали из жестянок и отделяли мясо от жира; последний смешивали с хлебным порошком. Рационы упаковывались в хлопчатобумажные мешки из расчёта (по весу) на трёх человек на 7 дней. Часть мешков были сшиты ещё в Австралии невестой Моусона и её матерью — разных цветов, чтобы можно было легко отличить разные виды продуктов. Недостающие мешки были сшиты во время зимовки.

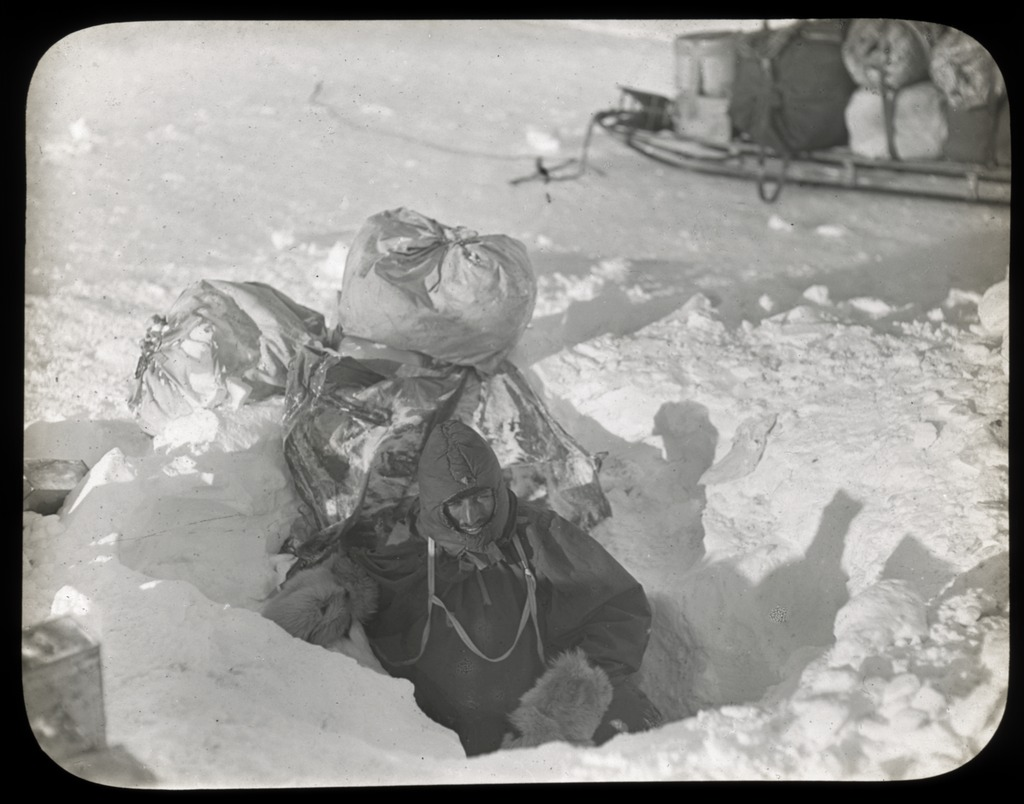
Мерц с грузом вылезает из «Пещеры Аладдина»

Хотя первые попытки выезжать на собаках были предприняты 31 июля, только 8 августа появились признаки улучшения погоды: солнечно, ветер стих до 40 миль в час. 9 августа Моусон, Ниннис и Мадиган решили испытать собачью упряжку и совершили дальний поход к побережью. Оказалось, что тягловые возможности собак очень велики, они легко тянули нарты по крутым склонам, но требовалось защищать лапы, поскольку отточенный ветром гололёд наносил собакам сильные порезы. 10 августа удалось пройти 5,5 миль в сильный шторм, при этом были найдены сани, унесённые ветром прошлой осенью. Кроме того, был найден оставленный на побережье термограф, который зафиксировал самую низкую за сезон температуру −35 °F (−37,2 °C). Поскольку палатка и всё снаряжение подвергались сильному ветровому износу, 11 августа Мадиган и Ниннис выкопали глубокую снеговую пещеру, достаточную для размещения трёх мужчин. Предполагалось, что это убежище, названное «Пещерой Аладдина», будет удобной промежуточной базой для будущих санных походов. 13 августа команда двинулась дальше на юг:

Собаки очень не любили встречного ветра, но в общем-то вели себя лучше, чем мы ожидали.
Поскольку команда достигла зоны трещин, а налицо были признаки приближения сильного шторма, было решено поворачивать на мыс Денисона. Уже в темноте участники похода добрались до Пещеры Аладдина, где отсиживались от бури весь день 14 августа. Однако до главной базы было всего 5,5 миль, поэтому было решено рискнуть. В урагане, дувшем со скоростью 82 мили в час, пропали несколько собак; их удалось найти только 25 августа. В сентябре было пятидневное затишье, во время которого были доставлены припасы в Пещеру Аладдина, а в морском заливе было проведено драгирование на глубине 50 морских сажен и найдено множество образцов придонной фауны.

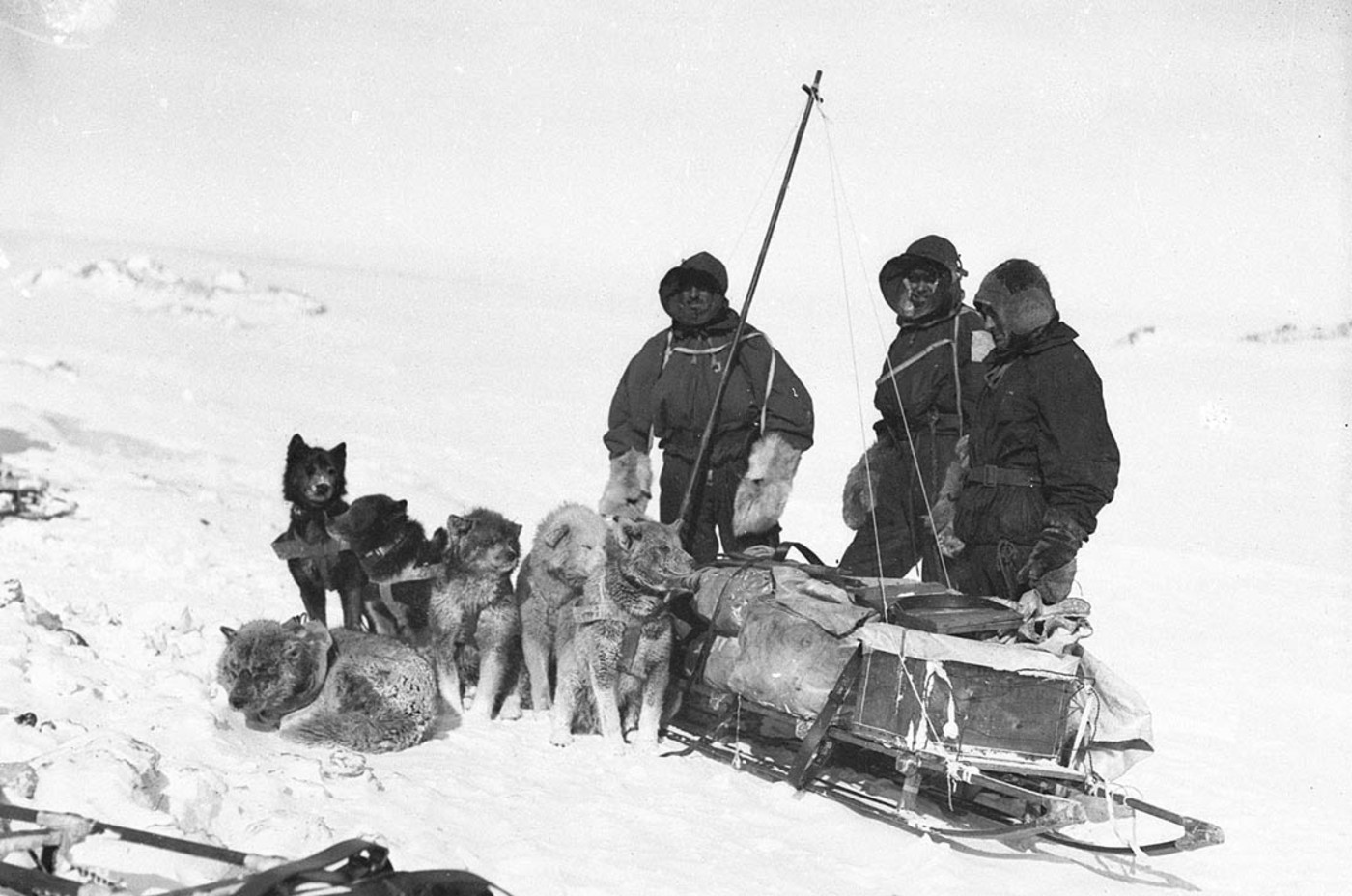
Мерц, Ниннис и Мерфи позируют у нарт с упряжкой возле «Пещеры Аладдина». Фото Д. Моусона. Август 1912 года

С 7 сентября начались регулярные санные походы. На первых порах их ограничили радиусом 50 миль и двумя неделями по продолжительности. Первой ушла партия Уэбба, Маклина и Стилуэлла — курсом прямо на юг против ветра; в этот день ураган имел силу 56 миль в час. Далее ветер усилился, передвигаться можно было только на альпинистских кошках (которых имелся один комплект), а малейшая прореха в пологе палатки приводила к тому, что выдувало всё тепло и наносилась масса снега. После четырёх дней похода исследователи вернулись на базу. 11 сентября на юго-восток вышли Ниннис, Мерц и Мерфи. Им также пришлось идти против ветра по склону ледника, по крайне изломанному трещиноватому льду; вернулись они 16 сентября. 12 сентября Мадиган, Клоуз и Уэттер отправились в западном направлении и сразу попали в зону плохой погоды. Их партия вернулась 26 сентября в крайне плохом физическом состоянии: по описаниям Моусона, Клоуз и Мадиган обморозили ноги — последний отморозил оба больших пальца, а Уэттер получил рану под подбородком, когда к лицу его примёрз шерстяной шлем. Всего было пройдено не более 50 миль.

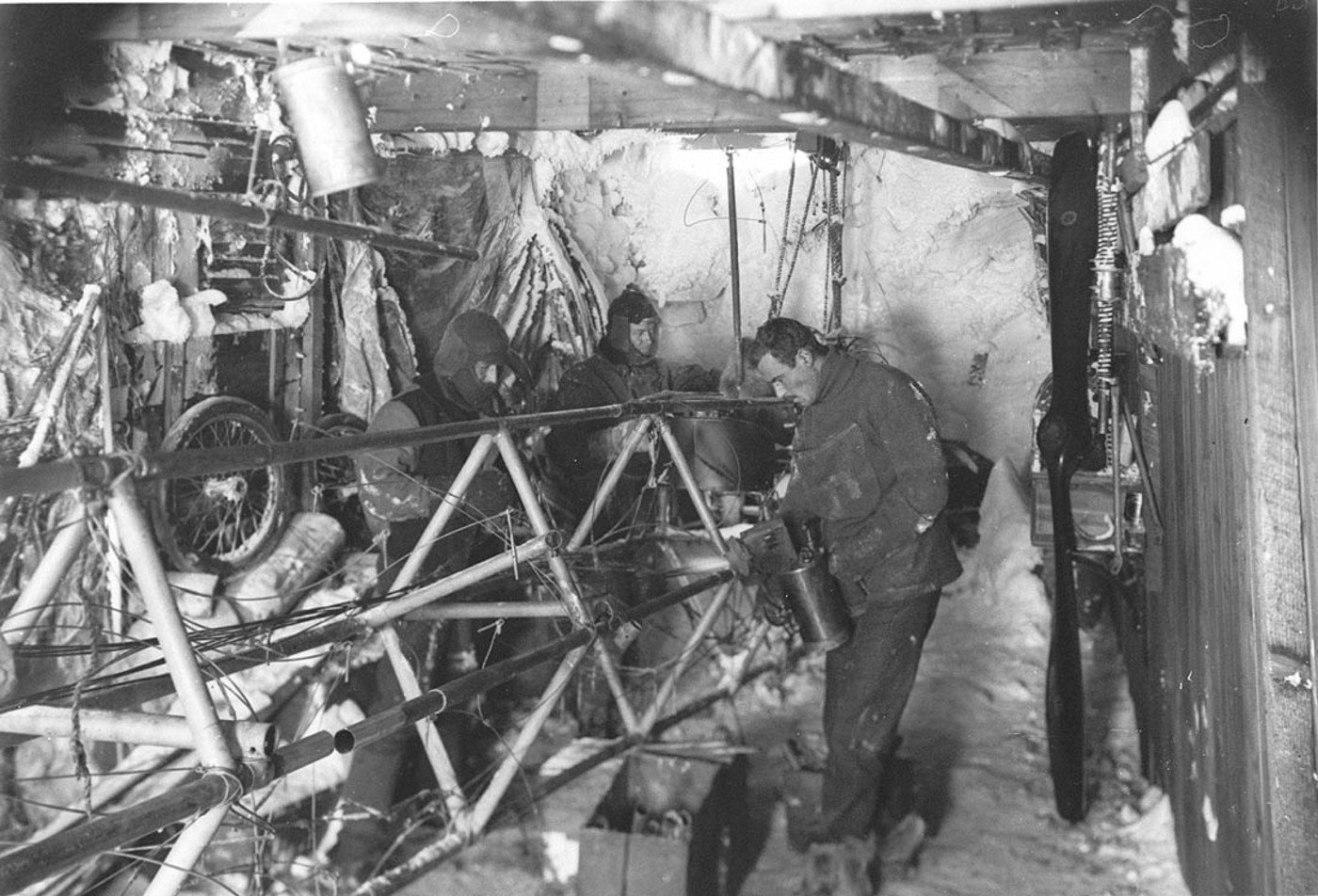
Бейдж, Бикертон и Ниннис приводят в рабочее состояние аэросани. Ангар вырублен во льду

В октябре начались сильные снегопады, периодически бывали и солнечные дни, в которые большие стада тюленей выбирались из моря на береговой припай. 12 сентября был замечен первый в новом году пингвин. Из-за постоянной непогоды быстро уходило время, пригодное для исследовательских походов, — в январе ожидалось прибытие «Авроры». Было решено применить аэросани, несмотря на сомнения в возможности их эксплуатации. В результате Моусон сформировал шесть исследовательских отрядов:
1. Южная партия — Бейдж, Уэбб и Хёрли. Главная задача — магнитные наблюдения в непосредственной близости от Южного магнитного полюса;
2. Южная вспомогательная партия — Мерфи, Хантер, Лейзерон. Снабжение предыдущего отряда с возвращением к концу ноября;
3. Западная партия (на аэросанях) — Бикертон, Ходжман, Уэттер. Её главная задача — пересечение западного нагорья. Из-за технических сложностей её отправление было назначено на декабрь;
4. Ближняя восточная партия — Стилуэлл, Клоус, Ходжман (на первых порах). Её основная задача — поддержка остальных партий и картографирование местности. В декабре на место Ходжмана должен был встать Лейзерон;
5. Восточная береговая партия — Мадиган, Маклин, Корелл. Её задачей было исследование береговой линии;
6. Дальняя восточная партия — Моусон, Ниннис и Мерц. Состояла из самых опытных лыжников и каюров экспедиции, должна была пройти к дальнему побережью через материковые льды[63].

6 ноября отправилась в путь Южная вспомогательная партия, а 7-го, несмотря на сильную пургу, — Ближняя восточная и Восточная береговая партии. Отряд Моусона выходил 9 ноября, исходя из того, что начальный маршрут всех партий совпадал.

### Неудачный поход Дальней восточной партии

#### Начало похода

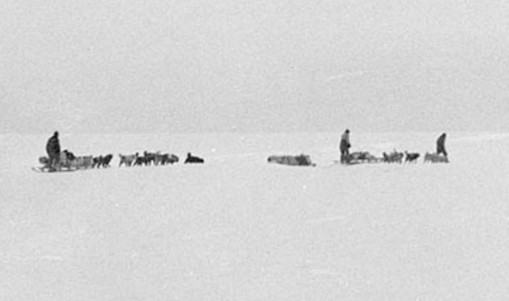
Фотография стартующей Дальней восточной партии, сделанная А. Маклином в ноябре 1912 года

Покинув Пещеру Аладдина 10 ноября, Дальняя восточная партия попала в буран, из-за которого удалось возобновить движение только во вторую половину дня 13-го. Достигнув Кафедрального грота (в 11,75 мили от Пещеры Аладдина), отряд Моусона устроил привал до 16 ноября, причём на это время был сокращён продовольственный паёк. Команда располагала тремя санями, на которые было положено 1723 фунта груза (781 кг); в них были запряжены 16 собак. Провиант был рассчитан на 9-недельный поход трёх человек. Во время привала произошло следующее происшествие: беременная сука по кличке «Павлова» (Ниннис был в Лондоне на гастролях Анны Павловой) родила, после чего она сама и её товарищи по упряжке съели всех щенков, немало шокировав своим поведением полярников. Поэтому было принято решение застрелить другую беременную суку — Гаджет, которая вместе с нерождёнными щенятами должна была составить 24 порции пищи для упряжки.
К 18 ноября стихли бураны, дневная температура колебалась от 0 °F до +18 °F (от −17,7 °C до −7,7 °C). Снежная поверхность ледника (впоследствии названного именем швейцарца) позволила Мерцу надеть лыжи. Крутые склоны ледников приводили к постоянным опрокидываниям саней и запутыванию собак в постромках. У Нинниса сделался приступ снежной слепоты, но его купировали каплями кокаина. Трещиноватая поверхность приводила к тому, что собаки проваливались. 24 ноября Моусон от усталости забыл завести часы, пришлось дополнительно проводить вычисления, чтобы установить правильное время.

#### Гибель Нинниса и Мерца

Карта-схема трассы Дальней восточной партии. Синим цветом обозначен поход Моусона, Нинниса и Мерца. Красным цветом — путь Моусона и Мерца после гибели Нинниса. Зелёным цветом — одиночное возвращение Моусона

К 28 ноября команда оказалась в зоне взломанного льда. По ночам ветер достигал скорости 70 миль в час, и собаки отказывались идти навстречу метели. 1 декабря несколько распогодилось и потеплело, был открыт ледник Нинниса, но 6, 7 и 8 декабря свирепствовала буря со скоростью 70 миль в час. Моусон вспоминал:

Провести один день в спальном мешке после долгого похода недурно, но три дня подряд — сильно надоест любому. Ниннис с томиком Теккерея не так скучал, а Мерц закончил чтение карманного издания «Шерлока Холмса», ещё когда пережидал пургу в Пещере Аладдина, и теперь его единственным развлечением, к нашему взаимному удовольствию, было повторение на память целых отрывков из этой книги. Мне в это время сильное беспокойство доставляло воспаление лица, а Ниннис страдал от боли, причиняемой «ногтеедом» на одном из его пальцев.
Боли в дальнейшем настолько измучили Нинниса, что 13 декабря Моусон вскрыл ему палец, что принесло значительное облегчение. 14 декабря была солнечная погода, температура +21 °F (−6 °C). Поскольку отряд находился в зоне трещин, Мерц пошёл вперёд на лыжах. Моусон не понял знаков, которые он подавал, и спокойно пересёк большую трещину шириной около 11 футов (3,3 м) по снежному мосту. Следовавший за ним Ниннис, управлявший нартами с запасами продовольствия, совершенно бесшумно провалился в трещину вместе с упряжкой. Промеры леской показали, что её глубина превышала 150 футов (45 м). Ниннис и собаки не проявляли никаких признаков жизни, а рассмотреть подробности было невозможно даже в полевой бинокль. В 21 час Моусон и Мерц прочитали над краем трещины заупокойную молитву.
У Мерца и Моусона остались одни сани с запасом провианта на полторы недели только для людей, но для шестерых собак, уже сильно ослабленных походом, пищи не было. На пути Дальняя восточная партия не оставляла промежуточных складов с продуктами, поскольку не собиралась возвращаться тяжёлой ледовой дорогой. Мерц и Моусон решили идти кратчайшим путём до базы — по плато. Погибла и палатка, пришлось сделать некое временное убежище из запасного тента. Ни походная кухня, ни керосин не были потеряны, оставалось убивать слабейших собак. Однако моральное состояние Моусона и Мерца было очень тяжёлым; Бо Риффенбург писал, что, судя по их дневникам, полярниками владели чувства отчаяния и недоумения — они не понимали причин катастрофы. Риффенбург утверждал, что трагедия не была неотвратимой: великие норвежские полярники — Нансен, Свердруп и Амундсен — настаивали на использовании лыж именно потому, что человек на лыжах оказывает давление на снег и лёд примерно в 10 раз меньшее, чем просто стоя на ногах, и этот вес вдобавок распределён по большой площади. Моусон во время трагедии ехал на нартах, а Мерц бежал на лыжах, и лишь Ниннис шёл пешком рядом со своими санями. Заканчивая описание произошедшего в своём дневнике, Мерц написал: «с немногими оставшимися вещами нам придётся сделать всё возможное, чтобы найти путь назад к зимовью». Моусон написал просто: «Да поможет нам Бог».

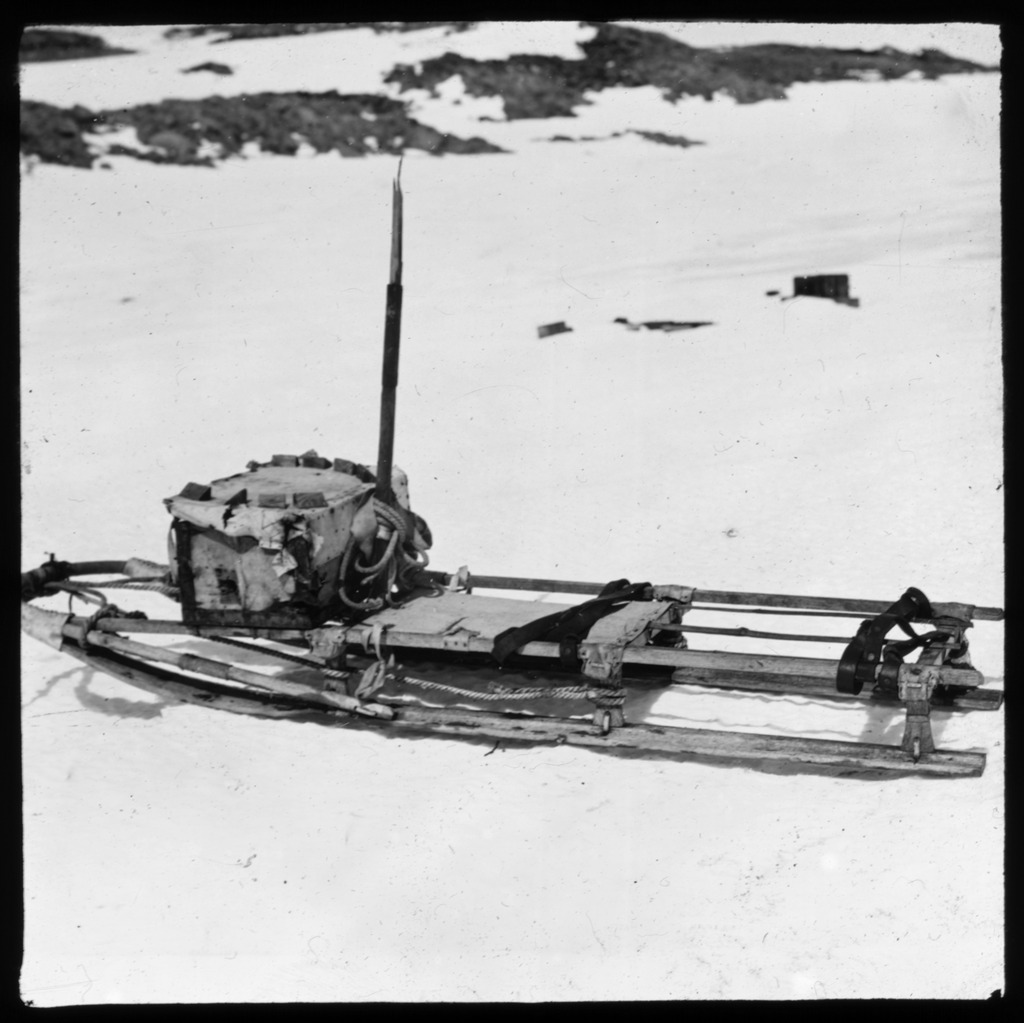
Нарты Моусона, укороченные для перетаскивания в одиночку

Помимо тяжёлого морального состояния, полярников угнетали бытовые сложности (была утрачена посуда, её сделали из консервных банок) и большое время, уходившее на сборы. Рацион питания упростился донельзя: по воспоминаниям Моусона, собачье мясо было «жёстким, жилистым и не имело никаких следов жира». Поскольку было относительно тепло, переходы продолжались и ночью и длились до 12 часов кряду. Собаки были слишком измучены, чтобы тащить груз, поэтому тягло взяли на себя люди. 18 декабря была убита ещё одна собака, их осталось трое. К 23 декабря снег стал рыхлым и появились зияющие трещины. Несмотря на это, на голодном пайке Мерц и Моусон делали неплохие дневные переходы. Рождество отпраздновали унцией (28 г) сливочного масла и тушёной собачатиной. Дневной рацион состоял обычно из кусочка собачатины, дополненного 1—2 унциями шоколада или изюма и 3—4 унциями смеси пеммикана и галет. Всё это время дул ветер со скоростью 30 миль в час.
В канун Нового года заболел Мерц — он заявил, что собачатина плохо на него действует и что следует питаться обычной пищей. Из расспросов выяснилось, что он испытывает боли в области живота, такие же симптомы чувствовал и Моусон. 3 января Мерц отморозил пальцы на руках. Вынужденный отдых не приносил облегчения, тем более что приходилось лежать в мокрых спальных мешках. 6 января решили двигаться дальше — начальник экспедиции вычислил, что от базы их отделяет всего 100 миль.
7 января Мерц без помощи Моусона даже не мог выбраться из спального мешка. У него начались некие мозговые припадки, сопровождавшиеся бредом. Бред продолжался до полуночи, затем Мерц уснул. Наутро Моусон обнаружил, что швейцарец мёртв. Физическое состояние Моусона, оставшегося в одиночестве, было плачевным: с 6 января с него стала сходить кожа в местах обморожений, чернели и гноились пальцы на ногах, сходили ногти, его мучили сильнейшие боли в желудке. Он сомневался даже, что сможет самостоятельно установить палатку в штормовую погоду. Тем не менее, 8 января он похоронил Мерца в сугробе и стал готовиться в одиночку добираться до базы. Из куртки Мерца и его вещевого мешка он сшил парус для нарт, а сами нарты распилил пополам. 11 января, несмотря на содранную кожу на ногах, Моусон отправился в путь и прошёл 6 миль (9,656 км) .

#### Одиночное возвращение Моусона

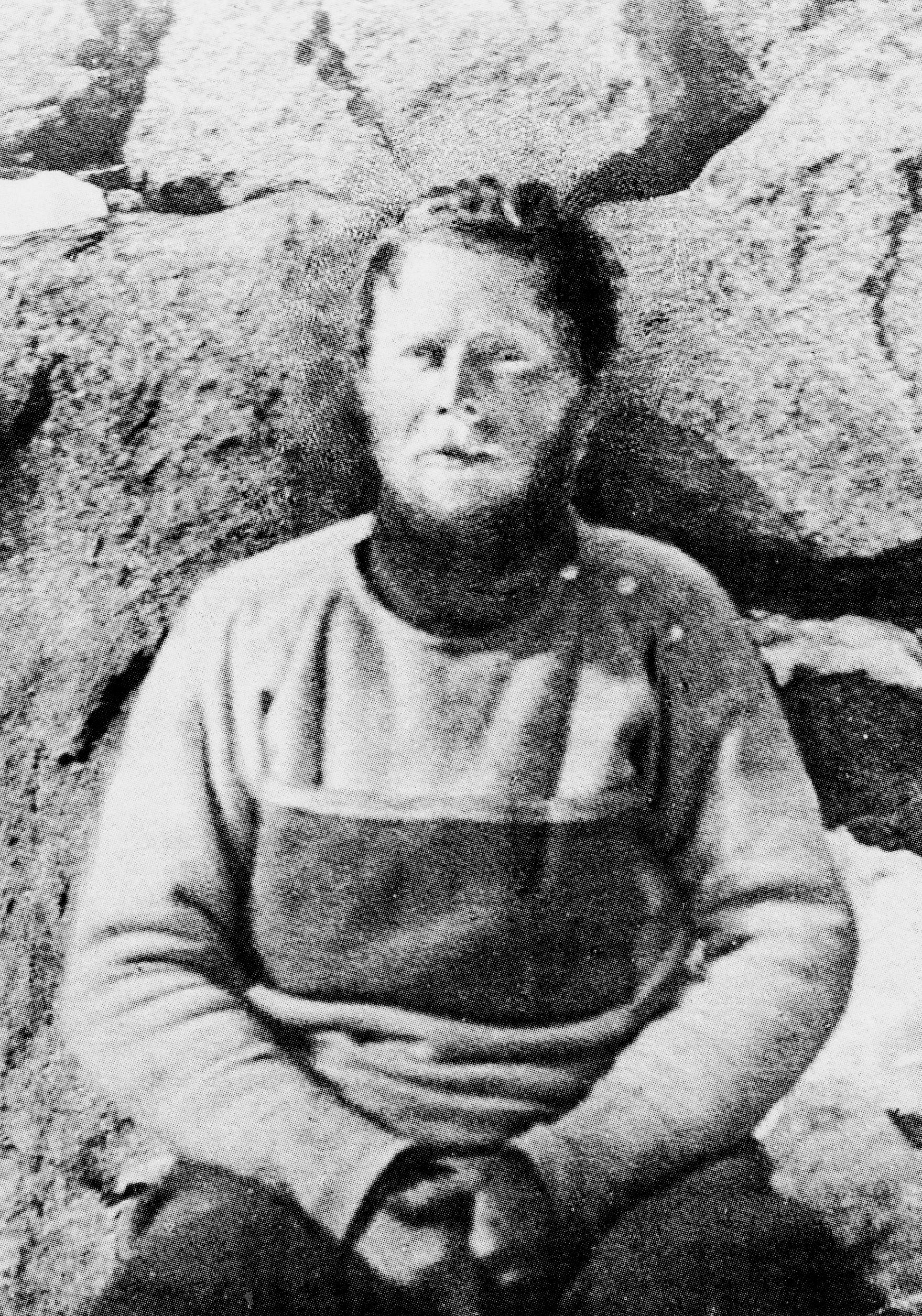
Моусон после возвращения из одиночного похода. 8 февраля 1913 года

15 января 1913 года было крайним сроком возвращения на базу всех санных партий. Моусон тогда находился на леднике Мерца (получившем имя в честь погибшего швейцарца), который был главным препятствием на его пути. Вечером 17 января в сильный снегопад Моусон почувствовал, что падает, и повис на верёвке от саней в трещине на 14 футов (4,2 м) ниже поверхности. После нескольких неудачных попыток ему удалось вылезти на поверхность; после этого он выходил в путь только с верёвочной лестницей на плече. Обессиленный Моусон к 29 января располагал всего 2 фунтами (900 г) продуктов, но в тот же день он нашёл снежный гурий, воздвигнутый Маклином, чей отряд выходил на поиски Дальней восточной партии. В гурии имелся мешок с провиантом, а записка показывала направление до Пещеры Аладдина, до которой было 23 мили. В той же записке сообщалось, что «Аврора» уже прибыла, Амундсен покорил Южный полюс, а команда Скотта остаётся в Антарктиде ещё на год. Самым примечательным в этой истории было то, что записка была датирована 08:00 29 января, а Моусон вышел к гурию в два пополудни.
Из-за сильнейшего ветра, сносившего его к востоку, Пещеры Аладдина Моусон достиг только вечером 1 февраля. Пурга удерживала его на месте ещё в течение недели. Подходя к базе, Моусон увидел удаляющуюся из бухты «Аврору». Однако на берегу оставались люди, первым его встретил Бикертон. На базе остались также Мадиган, Маклин, Бейдж, Ходжман и прибывший из Австралии радист Джефрис. Они должны были встретить группу Моусона и зазимовать вместе с ними. Оказалось, что Джефрису уже удалось наладить радиостанцию, приёмник имелся и на «Авроре». Капитан Дэвис пытался маневрировать, однако из-за сильного ветра, поднявшегося 10 февраля, решил не рисковать (по другой версии, радиограмма с берега на борту получена не была). Необходимость оставаться на вторую зимовку вызвала у людей Моусона уныние, которое не проходило несколько недель. Впрочем, сам начальник экспедиции позднее признавал, что зимовка на мысе Денисона спасла ему жизнь — в том физическом и моральном состоянии, в котором пребывал Моусон после одиночного возвращения, у него не было бы шансов перенести морской переход до Австралии.

### Санный поход группы Бейджа

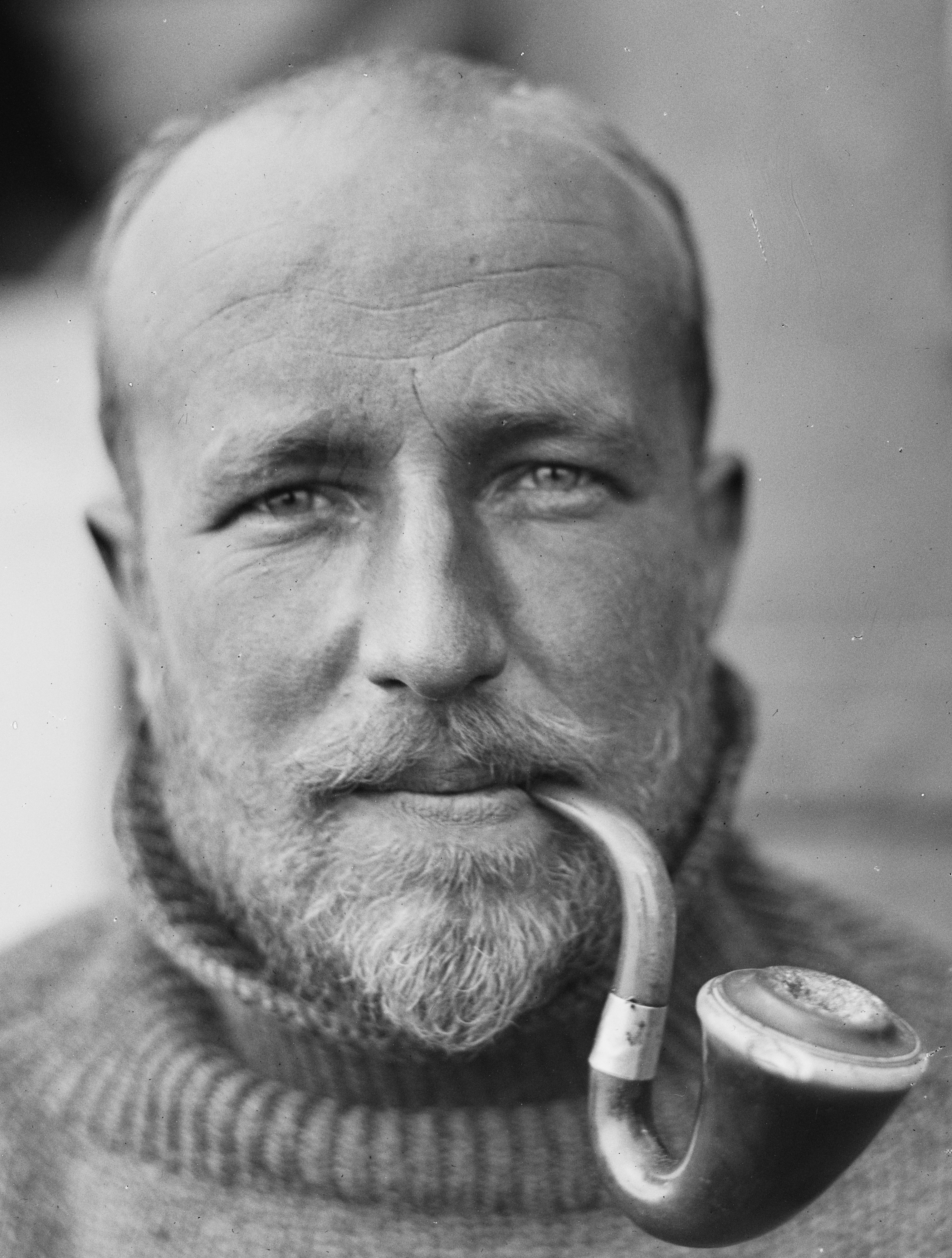
Роберт Бейдж. Фото Ф. Хёрли

10 ноября 1912 года Бейдж, Уэбб и Хёрли распрощались с отрядом Моусона и отправились на встречу со вспомогательным отрядом Мерфи, Хантера и Лейзерона. Ветер в тот день достиг скорости 45 миль в час и сильно осложнял пересечение зоны трещин. Далее две партии начали подъём на ледник, что в условиях пурги силой от 70 до 80 миль в час привело к резкому замедлению сроков передвижения. Погода была сравнительно тёплой для Антарктиды: +10 °F (−12 °C). Пасмурная погода приводила к дезориентации. Бейдж писал:

На родине даже при самых сильных туманах всегда можно видеть дорогу непосредственно под ногами. А на Земле Адели, если даже нет снегопада, легко споткнуться о четырёхфутовый заструг, не заметив его.
16 ноября члены партии пришли к выводу, что груз слишком тяжёл, и оставили недельный запас провианта в снежной пирамиде рядом с термографом. К 18 числу, продвигаясь сквозь метель, отряд вышел к долине, питающей ледник Мерца. Безветрие и наличие снежной легкопроходимой поверхности приводили, однако, к приступам снежной слепоты у людей. 21 ноября Уэбб начал серию магнитных наблюдений, ему ассистировал Лейзерон. Все работы приходилось делать в шторм со скоростью ветра 35 миль в час. Мерфи испытывал трудности с приготовлением пищи, поскольку, чтобы растопить снег, требовалось не менее часа. Тем не менее, соорудив склад для обратного пути (названный Складом Южного Креста), 22 ноября вспомогательная группа была отправлена на базу.
Члены отряда решили оставить на промежуточной базе часть снаряжения, включая ботинки с шипами, книги, лишнюю одежду. Общий вес груза теперь составлял 748 фунтов (339 кг). Находясь на 67-й миле от главной базы, члены научной группы зафиксировали значительное магнитное склонение. В инструкции, данной Моусоном, указывалось, что Бейдж мог сам выбирать — идти ли в направлении географического Южного полюса или магнитного, это зависело от степени изменений магнитных возмущений. Было решено идти на магнитный полюс, запасы позволяли вернуться на базу к 15 января следующего года.
24 ноября начался поход при шторме 50 миль в час. Дальнейшее продвижение осуществлялось с большим трудом из-за плохого освещения и постоянно плохой погоды. В начале декабря местность стала пересечённой, скорость продвижения сократилась из-за больших заструг с острыми хребтами. К 12 декабря Бейдж рассчитывал добраться до точки в 200 милях от базы. После её достижения был заложен склад, а дальше исследователи пошли с запасами на 17 дней. Моральное самочувствие членов команды было угнетённым — они рассчитывали пройти 400 миль до магнитного полюса, но даже 300-мильное расстояние казалось непреодолимым. Непромеренными оставались 49’. Вдобавок, все трое страдали снежной слепотой, и таблетки кокаина пользовались большим спросом.
21 декабря команда преодолела отметку 300 миль от базы; это была точка поворота. Наблюдения велись в очень тяжёлых условиях: все манипуляции с тонкой настройкой приходилось делать голыми руками при температуре −10 °F (−23,3 °C), вдобавок инструменты нужно было очищать от влаги, выделяемой при дыхании. Офтальмия также затрудняла использование теодолита и других навигационных приборов. Крайняя точка, достигнутая партией, составляла 70°36’ ю. ш. и 148°10’ в. д. Несмотря на то, что наблюдать магнитного склонения на 90° не удалось, группу поджимало время. До назначенного Моусоном срока оставалось 25 дней, провианта имелось на 23, в том числе непосредственно на санях — всего на 8 дней. В день зимнего солнцестояния термометр показал −21 °F (−29,4 °C), унты из оленьего меха были сильно истёрты, швы на них начинали расползаться.
Попутный ветер благодаря парусам, поставленным на нарты, сильно облегчил передвижение. Дневные переходы стали составлять от 18 до 20 миль, ориентирование облегчали вехи, оставленные по пути. Рождество отпраздновать не удалось из-за отсутствия припасов — 200-мильный склад был обнаружен только в три пополудни 27 декабря. Отложенный праздник выразился в употреблении самодельного пудинга из галет, жира и молока, а также изюмного компота, смешанного со спиртом для розжига примуса. Уэбб припас также сигары. К новому году команда находилась на 109-й миле, после чего резко испортилась погода, а участники похода страдали от снежной слепоты. Несмотря на беспрерывные штормы (лобовой ветер в 60 миль в час при снегопаде), Бейдж решил пробиваться к побережью. 600-мильный поход завершился 11 января.

### Поход группы Мадигана на побережье

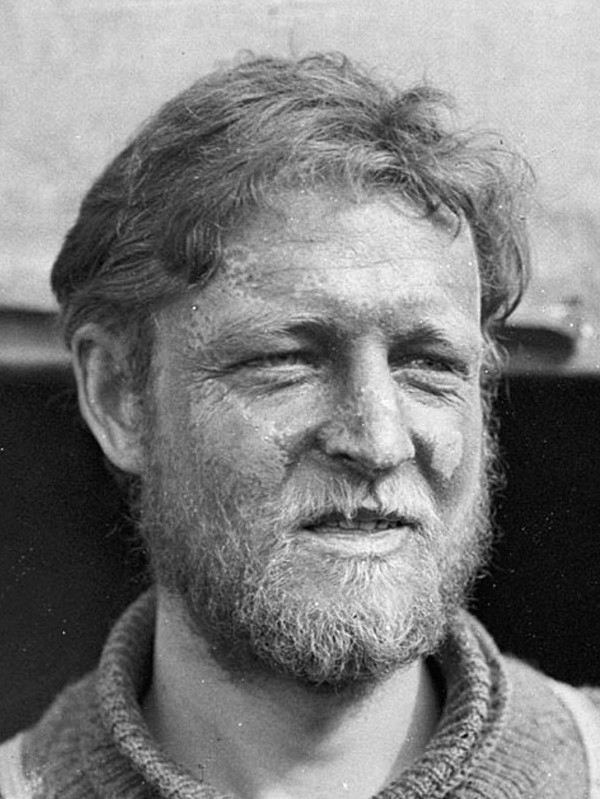
Сесил Мадиган

Задачей группы Мадигана было комплексное исследование побережья к востоку от ледника Мерца, включая магнитные, геологические и биологические наблюдения. Следовало также составить подробную топографическую карту, так как от её точности зависела интерпретация метеорологических данных. Сроком возвращения на базу было поставлено 15 января.
10 ноября команда покинула Кафедральный грот и двинулась в позёмку, дувшую со скоростью 30 миль в час. Общий вес снаряжения составлял 800 фунтов (362 кг); с этим грузом было необходимо пройти 18 миль на юго-восток и ожидать прибытия группы Моусона. В зоне трещин произошло первое происшествие: Коррел провалился на снежном мосту в трещину на всю длину упряжи — 6 футов, а отвесная трещина имела глубину не менее 60 футов (18 м). На привале Маклин был поражён сильным приступом снежной слепоты. С этого дня все участники похода стали носить противосолнечные очки даже в облачную погоду.
Следующие четыре дня ветер дул со скоростью 60 миль в час, делая передвижение невозможным. Группа двинулась в путь только 16 ноября, при боковом ветре в 35 миль в час, и только тогда встретились с группой Моусона. 18 ноября, расставшись с Дальней восточной партией, группа Мадигана выступила в сторону моря, которого и достигла, пройдя 33 мили. Передвижение осуществлялось вместе с группой Стилуэлла, с которой расстались 19 ноября. На морском побережье Мадиган проводил триангуляцию всех заметных точек и островков у побережья. Солнечная погода вносила в исследования свои коррективы: Мадиган получил сильные ожоги лица, а Маклин никак не мог излечиться от снежной слепоты. Поэтому 21 ноября команда провела в лагере, где обустраивала склад, а 22-го пошли исследовать только что открытый пик Авроры. 23 ноября, когда отряд находился на 60-й миле от главной базы, Мадиган провалился в трещину на всю длину верёвки — 24 фута (7,3 м).
В начале декабря продолжались исследования морского побережья, прерываемые длительными периодами бурь. Было обнаружено, что линия побережья не совпадает с картами Уилкса, снятыми в 1840 году. Были открыты утёс Хорн и мыс Пингвин. Самой восточной точкой, достигнутой командой к 18 декабря, была 68°18’ ю. ш. и 150°12’ в. д. Испытав непогоду, команда благополучно возвратилась в Пещеру Аладдина 16 января, когда «Аврора» уже достигла береговой базы.

### Партия Бикертона

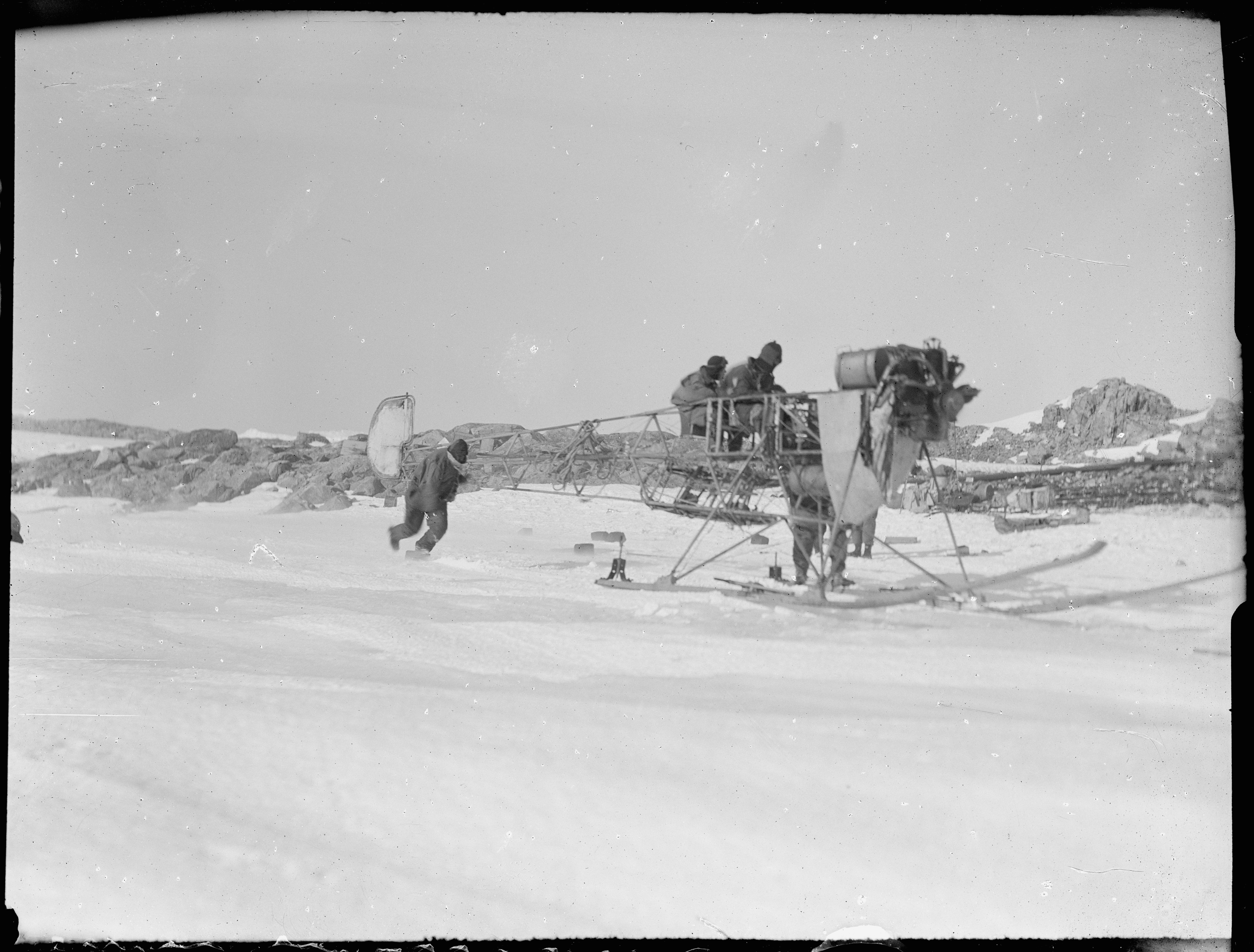
Испытательный запуск аэросаней

Отряд Бикертона должен был опробовать аэросани в антарктических условиях. Начальник партии осознавал, что испытание переделанного аэроплана на Земле Адели «равносильно испытанию маленького моторного катера в стремнинах Ниагары». На морском льду работа аэросаней была невозможна, единственным местом была возвышенность к югу от базы, но к ней вёл подъём в 1400 футов крутизной 1:3,5. Выходом стал импровизированный тормоз-замедлитель на лыжном шасси — к каждой из лыж крепили бур. Двигатель мог работать только в тихую и солнечную погоду, блок цилиндров и топливный бак окрасили в чёрный цвет. Масло загустевало уже при температуре +30 °F (−1 °C), однако при полном безветрии, при условии, что двигатель пробыл на солнце не менее двух часов, он запускался относительно легко. Первые успешные запуски прошли 15 ноября, тогда на базе оставались только Ханнам, Уэттер и Бикертон.
20 ноября Бикертон и Уэттер отправились на аэросанях в Пещеру Аладдина, чтобы доставить туда 20 галлонов бензина и 6 галлонов масла. Даже на этой дистанции один из цилиндров давал перебои, но задачу удалось успешно выполнить при встречном ветре в 15 миль в час. 2 декабря удалось сделать удачный рейс в Пещеру Аладдина с 700 фунтами полезной нагрузки и с экипажем в 3 человека. Стартовать решили на следующий день, когда на базе оставалось 6 человек. Члены группы выехали втроём в 16:00 3 декабря при полном безветрии с грузом 400 фунтов и всего за час достигли Пещеры Аладдина. Здесь на аэросани погрузили дополнительно 3 мешка с провиантом по 100 фунтов (45,3 кг) каждый, 700 фунтов (317 кг) бензина и 130 фунтов (59 кг) смазочного масла, погружённых в четверо нарт на буксире. Провианта должно было хватить на 6 недель, топлива — на 20 часов беспрерывной работы двигателя на полной мощности. Передвижение осуществлялось со скоростью 3 мили в час, она возросла вдвое после того, как отцепили одни сани с 72 галлонами бензина и 12 — масла. 4 декабря было решено идти в Кафедральный грот и перебрать двигатель, но при попытке запуска его заклинило. Бикертон писал:

Очень жаль было оставлять машину. Хотя в таких неподходящих условиях, какие существуют на Земле Адели, мы не ждали от аэросаней многого, всё же сложившаяся ситуация вызвала у нас чувство разочарования.
5 декабря команда выступила на юго-запад, и вскоре исследователи нашли на снежной поверхности хондрит — первый метеорит, найденный в Антарктиде. Его размеры были 5×3×3,5 дюйма, он лежал в небольшой впадине, примерно в 5 см ниже поверхности. С 6 по 8 декабря команда сидела в палатке по причине сильнейшей бури, а 9 декабря погода ухудшилась ещё больше. За всё время пути партия преодолела всего 31 милю. 13 декабря, пробиваясь с парусом на нартах против снега, экспедиционеры наехали на застругу и сломали бамбуковый передок саней. Только 16 декабря утихла пурга, продолжавшаяся 11 дней подряд. За пять следующих дней команда преодолела 100 миль, после чего начальник принял решение возвращаться. Итого за 26 дней (3 — 28 декабря 1912 года) пути на запад путешественники проехали и прошли 158 миль, из которых 97 — за пять дней хорошей погоды. К вечеру 17 января 1913 года Западная партия вернулась на главную базу на мысе Дикинсона.

## Вторая зимовка на мысе Денисона. «Пурга Адели»

### Зимовка и попытка издания газеты

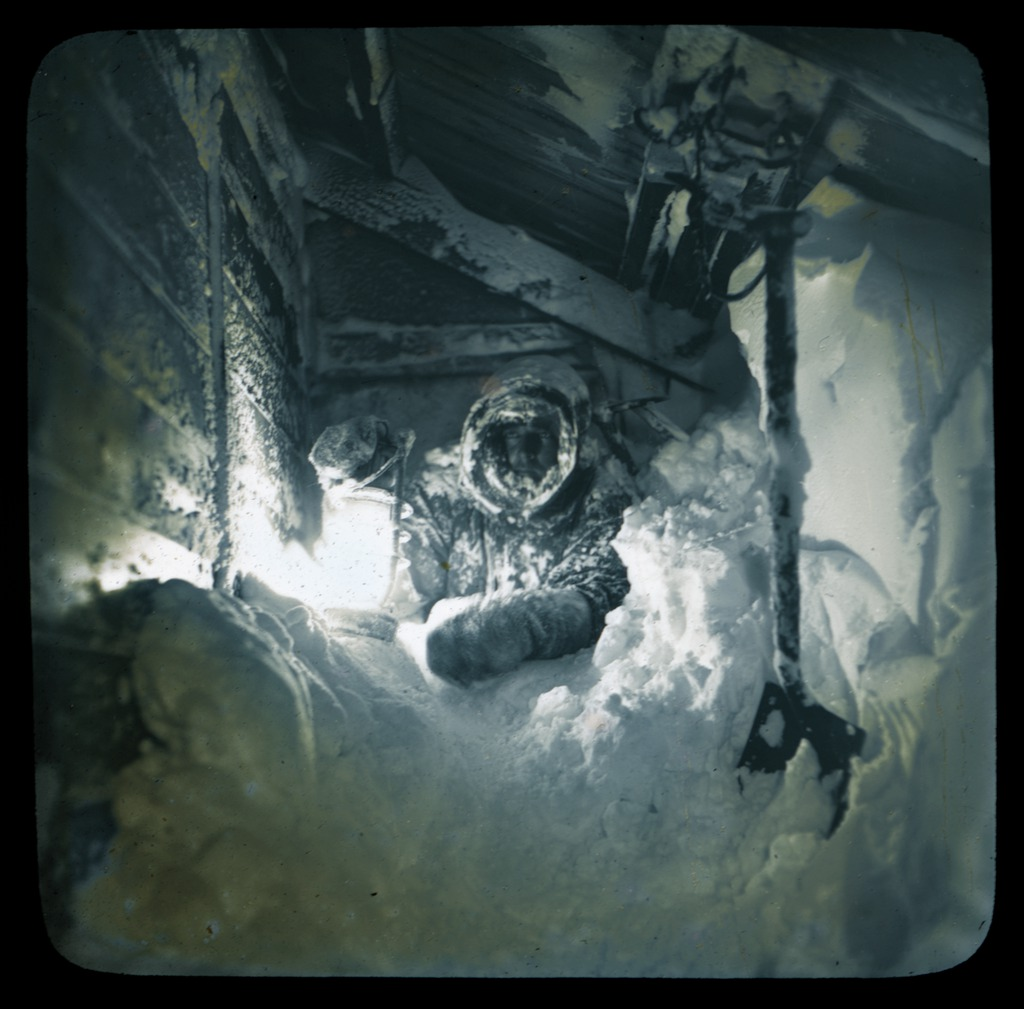
Ходжман пробирается через веранду, заваленную снегом

На вторую зиму на главной базе остались 7 человек, которые понимали, что «Аврора» не придёт до следующего года. Если в 1912 году зима наступила в марте, то в 1913 году — в начале февраля. Поэтому полярники деятельно взялись за обеспечение безопасности. Бейдж, Ходжман и доктор Маклин затеяли сооружение ветролома вокруг хижины, построенного из всякого рода обломков. Уголь откопали из-под снега и перенесли на участок скалы повыше, обложив его остатками строевого леса. Мадиган, помимо обязанностей метеоролога, стал заботиться о ездовых собаках, привезённых «Авророй», — это была свора Амундсена, подаренная им австралийской экспедиции на Тасмании. Для собак постарались забить как можно больше тюленей, создав большой запас мяса и жира, но Моусон всё-таки приказал пристрелить 11 животных, которые могли не перенести тяжёлой зимы. Бикертон работал с бензиновым двигателем радиостанции и ремонтировал постоянно ломавшиеся анемометры. Бейдж продолжал вести магнитные наблюдения. Доставку угля и воды на камбуз взял на себя Маклин. Самая тяжёлая работа выпала на долю Джефриса: он каждую ночь проводил, слушая сигналы радио, а днём по расписанию передавал собственные сообщения. Из-за непрерывных ветров тросовые крепления радиомачт нуждались в ежедневной подтяжке, которая также была обязанностью Джефриса. 15 февраля ему впервые удалось перехватить сводку погоды, передаваемую с острова Маккуори на Тасманию. Связь с островом удалось наладить 21 февраля, а 23 февраля была отправлена первая радиограмма генерал-губернатору Австралии. В ней испрашивалось позволение назвать вновь открытое побережье в честь короля Георга V. Отдельные телеграммы в тот же день были отправлены родственникам погибших Нинниса и Мерца. Ответные сообщения прибыли уже в марте.
Распорядок дня был неизменным: каждый из 7 зимовщиков раз в неделю отрабатывал кухонную и ночную вахту, метеорологические и магнитные исследования проводились каждый день, всё остальное время занимала обработка научных материалов, добытых в летний сезон. По утрам в воскресенье проводились богослужения, иногда на граммофоне запускались записи духовной музыки. Имелся в экспедиции и портативный орган, на котором играл Ходжман. С апреля, если скорость ветра не превышала 50 миль в час, зимовщики осваивали искусство ходьбы на лыжах.

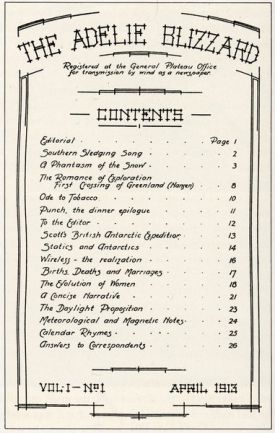
Первый выпуск «Пурги Адели»

Отношения в команде были сложными. Моусон долго восстанавливался, за ним преимущественно ухаживал Маклин, который был его главным собеседником. Сильно ухудшились отношения начальника с Мадиганом: перед экспедицией тот получил стипендию Родса в Оксфорде, беспокоился, что лишится её из-за длительного отсутствия, и срывался на Моусоне. Дэвис, отправляясь в Австралию, поручил поиски группы Моусона именно Мадигану. В своём дневнике метеоролог писал, что оставаться в Антарктиде было мучительно для него, но одновременно Мадиган чувствовал бы себя дезертиром, если бы покинул мыс Денисона. Его депрессия на протяжении зимы только возрастала. Сам Моусон лечился от подавленности составлением подробного отчёта об экспедиции.
Чтобы развеять однообразие жизни на зимовке, доктор Маклин в апреле начал издавать журнал «Пурга Адели» (англ. Adelie Blizzard), в котором отображалась жизнь экспедиции в течение 7 месяцев. Это было первое периодическое издание, официально выпускаемое в Антарктиде: Маклин через радиотелеграфные сообщения связался с Ассоциацией журналистов в Сиднее и был принят в её ряды. Традиция издавать рукописные журналы и газеты во время длительных зимовок была заложена ещё Парри во время арктической экспедиции 1819 года и активно поддерживалась полярниками не только Великобритании, но и Германии. Для Моусона, сильно стеснённого в средствах, попытка «издавать» официально зарегистрированную газету в Антарктиде была важным средством привлечь внимание публики к своей экспедиции (на фоне разрекламированных достижений Шеклтона и Скотта) и, соответственно, получить финансовые выгоды. Впервые о газете упомянуто в дневнике Моусона от 12 июля 1912 года, но дальше — как раз полярной зимой 1913 года — инициативу перехватил Маклин. Моусон и Маклин даже подписали друг с другом контракт, что «Пурга Адели» будет распространяться среди членов экспедиции, судовых офицеров, спонсоров, а также между австралийскими и английскими библиотеками. Возможный доход должен был поступить в фонд заработной платы зимовщиков, которые не должны были оставаться на базе во второй раз. Первый выпуск был готов 30 апреля 1913 года, за ним последовали ещё четыре; физически они существовали в единственном экземпляре. Суммарный объём составил 217 страниц машинописного текста

### Болезнь Джефриса

Радист Сидни Джефрис. Фото капитана Дэвиса, около 1913 года

Самые сильные ветра начались в мае, как и в зимний сезон 1912 года. Рекордную скорость ветра анемометр показал 17 мая в 06:30 утра — 103 мили в час. В тот день Мадигана сбило с ног, и он разбил бутылку чернил, которую нёс заправлять в анемограф, а Бейджа унесло с магнитной площадки, когда он случайно поднял руки. Маклина с кусками питьевого льда сносило на 20 ярдов от места работы. 7 июня шквалом повалило главную радиомачту. Только 6 июля её удалось снять и подготовить к ремонту, но эта возможность представилась только в затишья 11 и 19 июля. В результате стресса и предшествующей напряжённой работы Джефрис заболел нервным расстройством. Это выразилось в том, что 7 и 8 июля радист безосновательно обвинял Мадигана и Маклина в том, что они его оскорбили, лез в драку и вскоре до крови избил Мадигана. В дальнейшем поведение Джефриса становилось всё более невыносимым для окружающих: он перестал мыться, зато стал собирать мочу и хранил её в разных сосудах; обвинял Маклина, что тот тайно исследует эту мочу, и даже потребовал отдать ему яд (который, якобы, был припасён доктором). В дальнейшем Джефрис убедил себя, что Мадиган и Бейдж хотят его застрелить. Такого рода эпизоды весьма осложняли моральный климат на зимовке. Бейдж и Ходжман боялись Джефриса, а Моусону и Маклину приходилось постоянно быть рядом с ним, причём врач констатировал, что не в состоянии помочь больному. Впрочем, со временем удалось убедить его мыться и поддерживать видимость социального поведения; однако Джефрис вынимал из приёмника кристаллы, чтобы никто не мог им воспользоваться в его отсутствие.

### Завершение работы на мысе Денисона
5 августа ветер совершенно стих, но базу выше карниза занесло снегом. Пользуясь затишьем, Бикертон установил радиомачту, закрепив её 18-ю растяжками из стального троса, которые показали себя исключительно эффективными при любой погоде. В тот же день Джефрис установил связь с островом Маккуори. Генерал-губернатор Австралии немедленно присвоил имя королевы Мэри побережью, на котором работала партия Уайлда. Вскоре у Джефриса произошло обострение, он объявил о заговоре против него всей команды и стал посылать сообщения об этом в Австралию. Моусон был вынужден отстранить Джефриса от всех обязанностей, радиодело к тому времени освоил Бейдж. 31 октября на базу пришла телеграмма, что капитану Дэвису удалось найти средства для эвакуации экспедиции, выход «Авроры» был намечен на 15 ноября. На мысе Денисона начались сборы наиболее громоздкого оборудования и приборов.
23 ноября Моусон, Мадиган и Ходжман предприняли краткую санную экскурсию на гору Мерчисон, чтобы эвакуировать приборы и имущество, оставленные там Восточной береговой и Южной партиями. С собой они впервые взяли самодельный радиоприёмник, чтобы получать известия с базы. Пещера Аладдина не пострадала за зиму. Поиски склада на 53-й миле от базы (там были геологические образцы) ни к чему не привели, поскольку он был погребён под толстым слоем снега. Возвращаясь 14 декабря обратно — пурга продержала команду 7 дней в 67 милях от базы, — Моусон и товарищи увидели заходящую в бухту «Аврору»:

Два долгих года остались позади — их заслонило прекрасное настоящее. Теперь нам предстоит жить в стране, где нет ни метелей, ни ветров, где выпадает приятный освежающий дождь, где небо неделями остаётся голубым и где воспоминания о прожитом должны будут постепенно изгладиться, как сон — кошмарный сон!

## Деятельность отряда Уайлда (Западная партия)

### Высадка. Поход для закладки склада

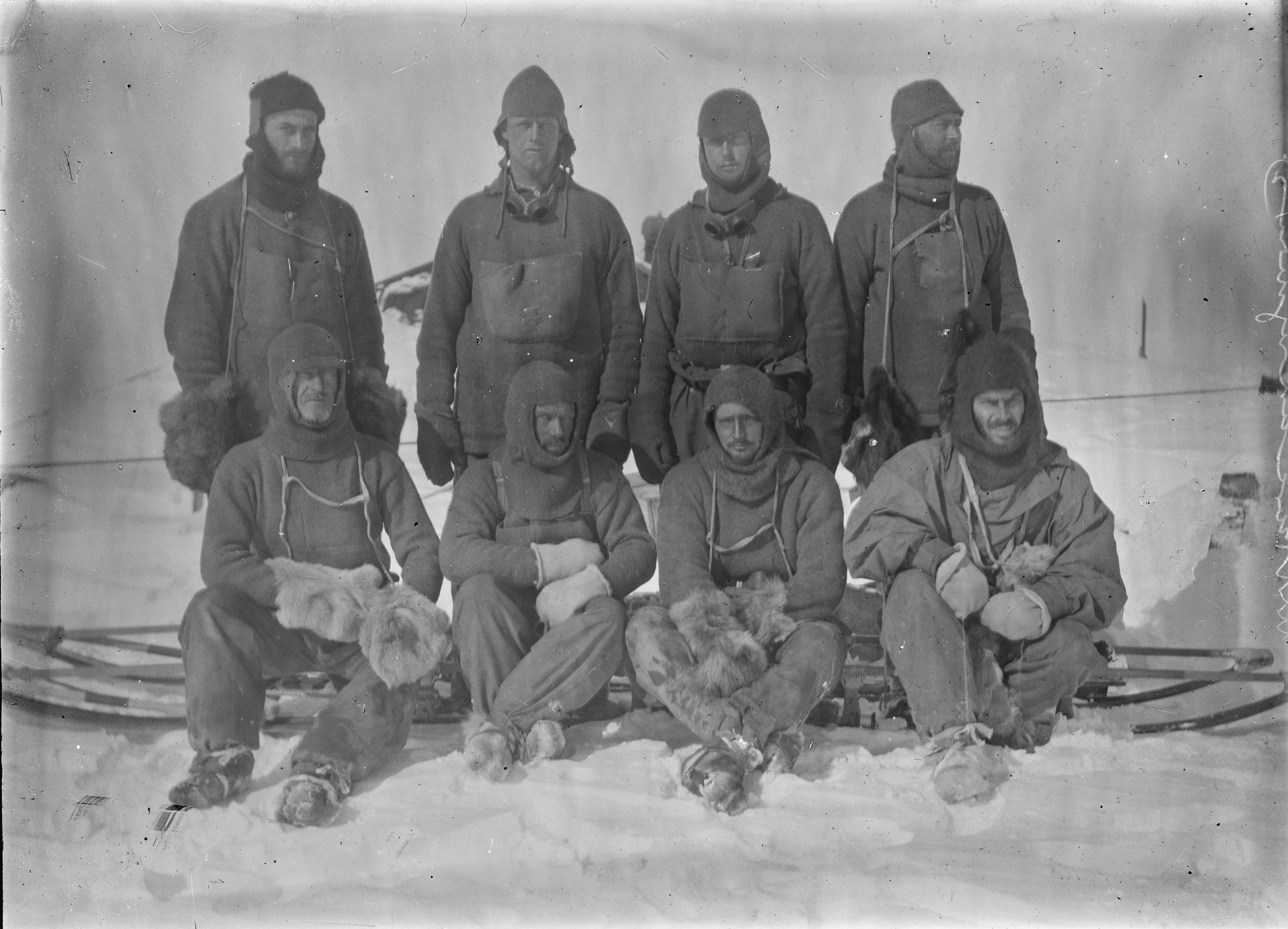
Групповая фотография Западной партии

В состав команды Ф. Уайлда входили Г. Доуэрс, Ч. Гаррисон, К. Ходли, доктор С. Джонс, А. Кеннеди, М. Мойес и А. Уотсон. Они были высажены на шельфовый ледник Шеклтона 21 февраля 1912 года в 7 часов утра. У команды было 9 ездовых собак, находившихся в плохом состоянии. Половина людей сразу стала расчищать место для зимовочного дома, остальные возили припасы и стройматериалы на ледяной барьер, имевший в этих местах высоту 100 футов (30 м). Строительство дома длилось 7 дней, рабочий день на этот период длился с 6 утра до 7 вечера; погода всё время оставалась благоприятной. За день удавалось сделать 13 грузовых рейсов протяжённостью 9,5 миль каждый.
Зимний дом был подведён под крышу 28 февраля, причём внутри дома размером 6×6 м были выделены фотолаборатория, входной тамбур и каюта начальника. Пирамидальная крыша образовывала веранду в 5 футов шириной, которая огибала дом с трёх сторон. В ней хранились припасы, в том числе 5,5 тонн угольных брикетов. Стены были изолированы войлоком, освещалась хижина, как и на базе Моусона, световыми люками на крыше. Полярной ночью дом освещался ацетиленовой лампой, газ для которой вырабатывался из карбида.
Пурга продолжалась почти непрерывно весь февраль и начало марта 1912 года, что препятствовало установке радиомачт и налаживанию связи. Мачты были высотой 52 фута (15,8 м). Это задерживало выход санной партии, который должен был состояться до начала зимы. 13 марта после сильнейшей пурги произошло обламывание ледника, в результате был уничтожен удобный съезд, по которому были доставлены припасы и материалы для базы. Крутой ледяной утёс имел высоту от 60 до 100 футов. Тем не менее, всё было готово для выхода в путь. В санный отряд включили Доуэрса, Гаррисона, Ходли, Джонса, Мойеса и Уайлда, на базе оставалось двое. Целью Уайлда были внутренние районы ледника, где было необходимо заложить несколько складов для летних исследовательских походов. Общий вес груза для складов равнялся 1233 фунтам (559 кг).
Санная партия выступила 14 марта в 7 часов утра. Передвижение сильно замедлялось рыхлым снегом, который не выдерживал веса человека. Приближалась полярная ночь, темнело после шести вечера, поэтому переходы продолжались с 7 до 17 часов. 16 марта началась сильная пурга, передвигаться можно было только в ботинках на шипах. Новый сильный снегопад начался 21 марта и продолжался неделю. Только 29 марта удалось заложить склад, причём Доуэрс отморозил нос, а Мойес — ногу; надо было скорее возвращаться на зимовье. Из-за очередной пурги 6 апреля (накануне Пасхи) в тяжёлом положении оказались отправившиеся ранее Доуэрс и Мойес — их завалило снегом в палатке, и они 36 часов провели без движения и пищи. Оказалось, что эти драматические события происходили всего в 2 милях от базы. За время 25-дневного похода каждый его участник в среднем потерял 2,5 фунта веса, а Гаррисон похудел на 6 фунтов (2,5 кг); ходовых дней было всего 12, общее пройденное расстояние — 122 мили. За время отсутствия команды Уайлда Кеннеди и Уотсон выучили 5 уцелевших собак ходить в упряжке и расположили в порядке все грузы и материалы.

### Зимовка

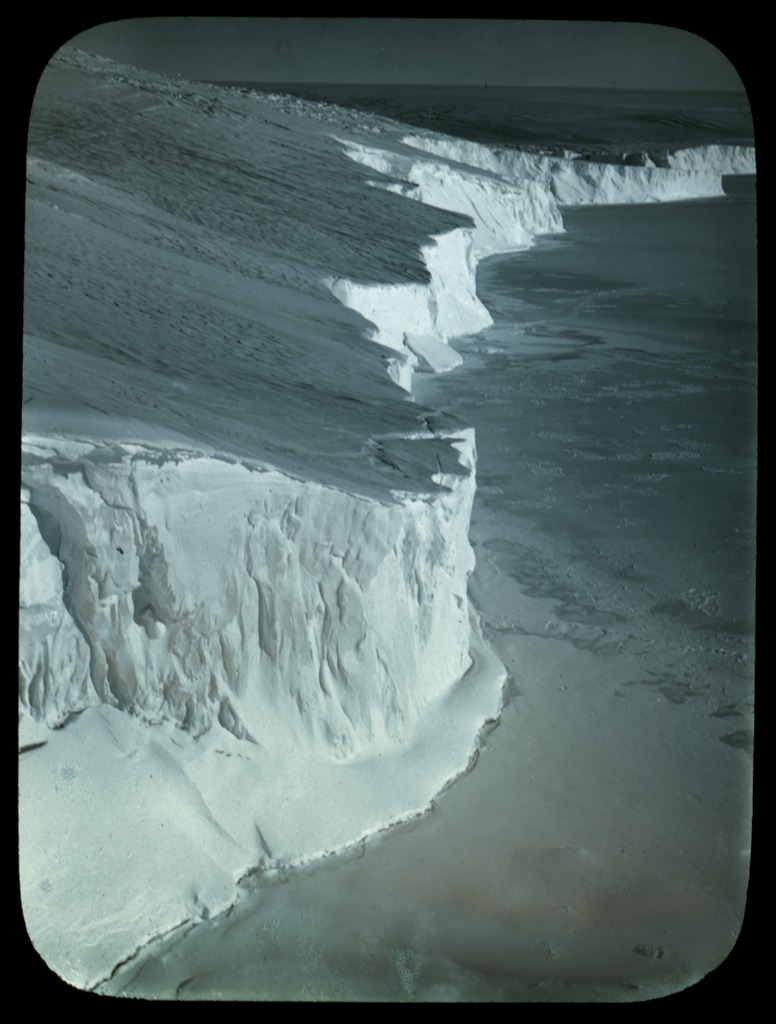
Ледяной барьер на Земле Адели

7 апреля 1912 года началась сильнейшая пурга, из-за которой люди не рисковали выходить даже для кормёжки собак. Были распределены обязанности на зиму: Гаррисон следил за газовым освещением и топил печку углём, Ходли формировал меню и отыскивал на складе нужные продукты, Мойес круглосуточно занимался метеорологическими наблюдениями, Уотсон следил за собаками. Поварские обязанности исполняли по очереди все члены команды, кроме Уайлда, кухонная вахта длилась неделю.
Место зимовки команды Уайлда было гораздо более снежным, чем мыс Денисона, зимовочный дом оказался засыпан снегом по самую крышу, поэтому был выкопан входной тоннель и отрыты пещеры для размещения собак, добычи пресного льда, и т. д. После создания подснежного городка команда оказалась независимой от состояния погоды.
Рабочий день на зимней базе продолжался с 10 до 13 часов, остальное время участники команды, если не исполняли каких-либо неотложных работ, могли отдыхать. Любимыми играми на зимовке были бридж и шахматы, причём фигуры вырезал Гаррисон. Спортивный бридж был главным развлечением — набранные очки оглашались публично, были учреждены две медали — для набравшего максимальное и минимальное число очков в текущей неделе. Хотя на всех оказался всего один молитвенник, каждое воскресенье проводилось богослужение, которое по очереди проводили Уайлд и Мойес.
Во время пурги 20 мая пропали две собаки — одну нашли на береговом льду, невредимой после падения с 40-футового обрыва, вторая пропала без вести; ещё одна собака сорвалась с обрыва 18 июля. Относительно мягкая погода держалась с 27 мая по 2 июня, а с 4 по 22 июня было исключительно ясно. В это время участники команды ежедневно охотились на тюленей, что позволило заменить консервы свежим мясом. Уайлд надеялся начать с 15 августа санные походы. 11 августа едва не случилось большое несчастье: Джонс перезаряжал карбидные лампы, и одна из них каким-то образом воспламенилась. Существовал риск большого взрыва, поскольку резервуар для ацетилена был в это время залит керосином. Тушение водой было бесполезным (плотность керосина меньше плотности воды), пламя попытались гасить одеялами, но прекратить пожар удалось, только вынеся установку в снежный тоннель и сбив пламя уже там. Ущерб вылился в два опалённых одеяла, ожоги лица у Джонса и прищемлённый палец Кеннеди.
Санный поход был назначен на 20 августа. Груз — 1440 фунтов, то есть на 200 фунтов больше, чем во время весеннего похода. Его распределили по трём нартам. Продовольственный паёк решили брать такой же, как в экспедиции Шеклтона, — 34 унции (963 г) твёрдой пищи на человека в сутки, однако вместо овсяной муки полагались галеты. Из-за неблагоприятной погоды выступили только 22 августа.

### Весенние и летние походы
После двухдневного похода при −34 °F (−36 °C), 24 августа были замечены выходы скальных пород — нунатаки Гиллиса. 27—30 августа опять бушевала пурга, и партия стояла на месте. 31 августа температура упала до −47 °F (−44 °C), и было решено заложить склад в 84 милях от базы и возвращаться: спальные мешки совершенно отсырели. Из-за сильнейших ураганов партия добралась до зимовья только 15 сентября. Было решено, что западный поход возглавит Джонс.

#### Группа Уайлда

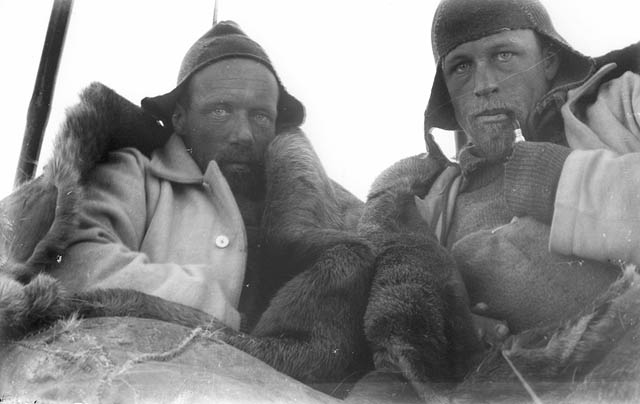
Уайлд и Уотсон во время санного похода. Снимок сделан в палатке, слева виден бамбуковый шест

Ещё одну попытку выхода Уайлд, Уотсон и Кеннеди предприняли 28 сентября. За неделю из-за рыхлого снега удалось продвинуться всего на 19 миль, потом Кеннеди растянул сухожилие, и 8 октября группа вернулась обратно. В последний день Кеннеди и Уотсон заболели снежной слепотой. На базе никого не было. Группа Джонса брала провианта на 4 недели похода, этот срок вышел 23 октября. 26 октября Уайлд, взяв двухнедельный запас провианта на 8 человек, отправился на поиски коллег. Партию Джонса увидели в тот же день около 17:30. Оказалось, что группа добралась до ледника Хелен, сильно изрезанного трещинами, где их настигла непогода. Они провели в лагере 17 дней всего в 28 милях от базы. Одна палатка была разорвана ветром, пришлось копать ледовое убежище, которое было крайне неудобным из-за того, что температура льда была ниже температуры воздуха.
Новые походы начались почти сразу: 29 октября группа Уайлда выдвинулась на восток, а 7 ноября (2 ноября по первоначальному плану) группа Джонса — на запад. Путь пролегал вдоль материкового берега по шельфовому леднику Шеклтона. В начале похода Уайлду удалось пройти 62 мили за 4 дня. Далее опять началась пурга, 5 ноября пришлось постоянно откапывать из снега палатку и нарты. 7 ноября добрались до скал, где гнездились сотни буревестников. Группу Уайлда сопровождал Гаррисон, который должен был дойти до склада и вернуться на базу к Мойесу. Однако из-за потери одних саней 8 ноября Уайлд решил оставить Гаррисона при себе. До 20 ноября продвижение сильно затруднялось изломанным льдом и постоянной непогодой. 24 ноября Уотсон провалился в трещину и повис на упряжи на глубине 10 футов. Падали в трещины также Гаррисон и сам начальник партии. Так путешественники познакомились с крутым и широким, горным ледником Денмена, ставшим для них непреодолимой преградой, и были принуждены остановиться у его западного борта. На Рождество, после праздничного ужина, Уайлд от имени короля Георга V и Австралийского содружества вступил во владение над новооткрытыми землями, которые позднее получили название Земля Королевы Мэри. На базу команда вернулась 6 января 1913 года, пройдя в итоге 237 миль, не считая разведочных вылазок. Из 70 дней, которые длился поход, 28 дней погода была совершенно неблагоприятна. На базе их встретил Мойес, который прожил там девять недель в одиночестве, считая Гаррисона погибшим.

#### Группа Джонса

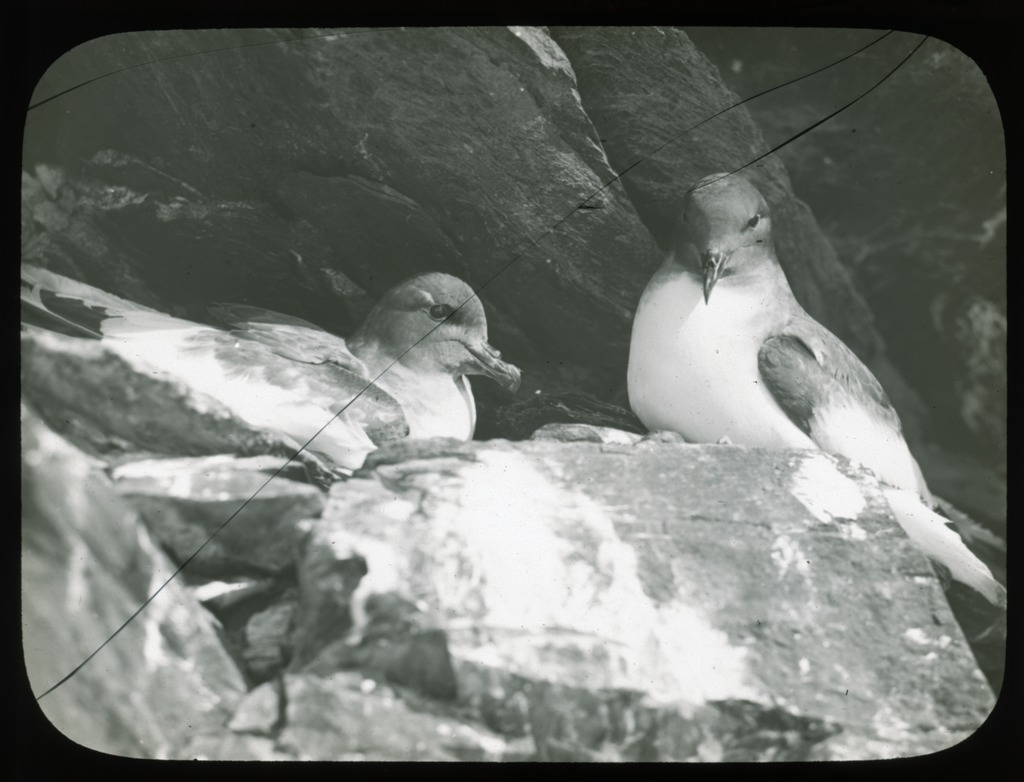
Гнездовье антарктических буревестников

Целью группы Джонса была гора Гауссберг, открытая экспедицией фон Дригальского в 1902 году. Вся эта территория именовалась Земля Кайзера Вильгельма II. Из-за непогоды выступить удалось только 7 ноября, имея 9-недельный запас провианта, который членам группы приходилось тащить самим. В первый день удалось пройти 11 миль. После достижения промежуточного склада запас увеличился до 1200 фунтов, повышая автономность до 13 недель. К 17 ноября экспедиционеры добрались до ледника Хелен. 24 ноября был открыт остров, покрытый ледником и получивший имя Дригальского. Далее были открыты другие островки и береговые скалы, служившие пристанищем огромным колониям пингвинов Адели. Сильный шторм продержал группу на острове Хасуэлл в течение 5 дней. Рядом с островом были открыты гигантские колонии императорских пингвинов, численность которых Джонс оценил в 7500 голов. Впервые были открыты гнездовья антарктических буревестников, которых насчитывалось не менее 300 голов. 3 декабря группа отправилась на материк, подъём на ледник по взломанному припаю был очень тяжёл. 5 и 6 декабря сильнейший штормовой ветер заставлял команду отсиживаться в палатке, дальнейшее передвижение осложнялось трещинами и ненадёжными снежными мостами. Гору Гауссберг увидели только 16 декабря, но приблизиться к ней напрямик оказалось совершенно невозможно. В тот же день обнаружилась протечка керосиновых банок, из-за которой группа лишилась галлона топлива, что пока не имело серьёзных последствий. К горе вышли утром 21 декабря, это была самая западная точка, достигнутая Австралийской антарктической экспедицией — 66° 48’ ю. ш., 89° 12’ в. д. Путь занял 215 миль по прямой и не менее 300 миль в общей сложности с учётом отклонений от курса и перетаскивания саней челночным методом. Обследование горы проходило 24 и 25 декабря, при этом не было обнаружено никаких следов посещения её германскими исследователями. 26 декабря повернули обратно; на базу вернулись 20 января.
В феврале, из-за резкого ухудшения погоды, участники команды, обеспокоенные отсутствием «Авроры», стали готовиться к вторичной зимовке. 16 февраля на радиомачте поставили отражатель, свет от штормового фонаря был виден за 8 миль. Яхта пришла эвакуировать отряд Уайлда 23 февраля — через год и 1 день после высадки.

## Группа острова Маккуори

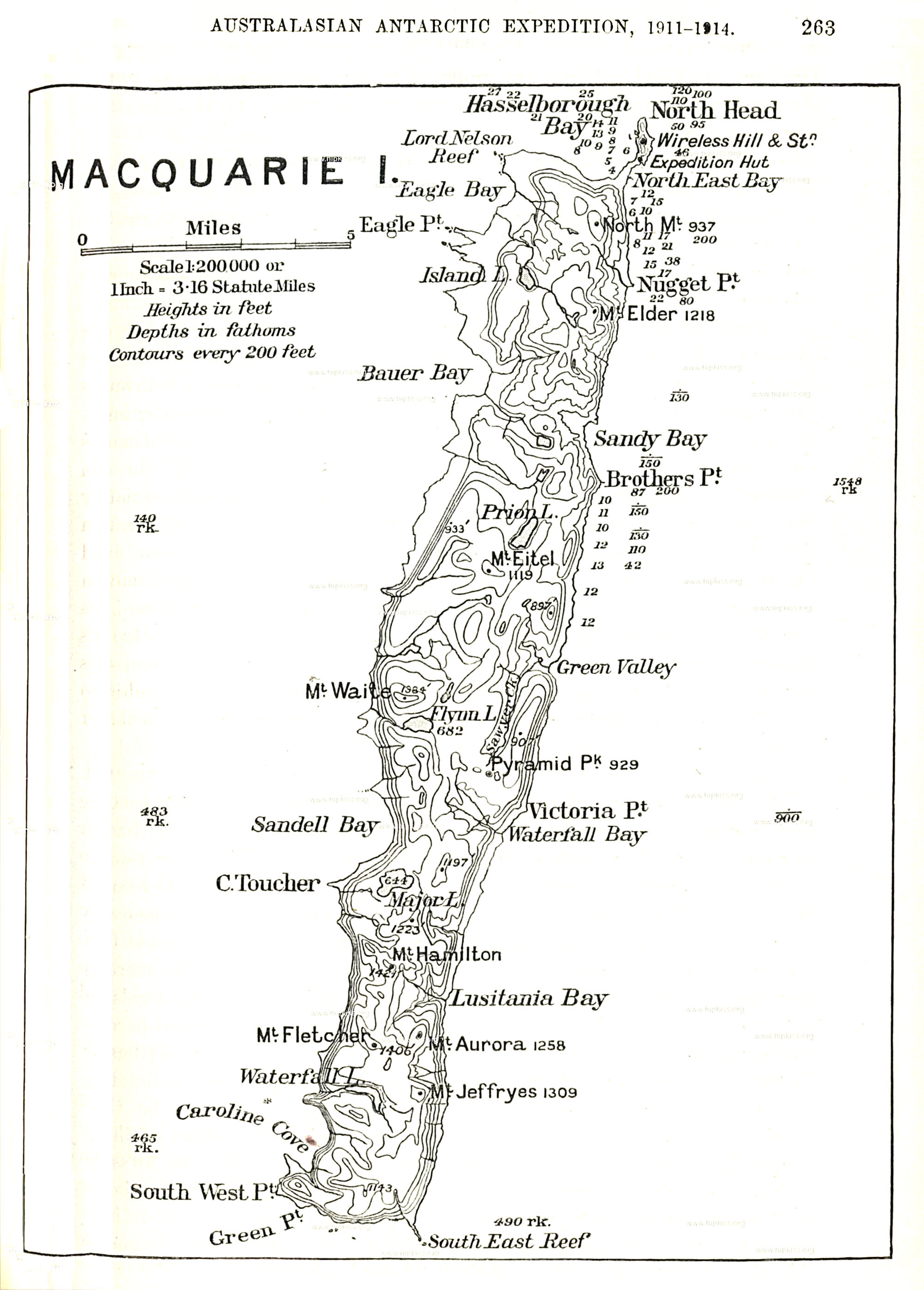
Карта острова Маккуори из отчёта экспедиции

Группа под командой Джорджа Эйнсворта начала автономную работу на острове 22 декабря 1911 года. Первостепенной задачей было развёртывание станции беспроволочного телеграфа. Телеграфный холм, избранный для этой цели, имел высоту 350 футов. Строительство базы велось быстрыми темпами и закончилось 30 декабря. Дом имел размер 20×13 футов, все детали были из орегонской сосны и ели; базу окрестили «Виллой Георга V». В число снаряжения входило 12 живых овец, которые свободно паслись под открытым небом. С разбитого промыслового судна был снят 200-галлоновый бак, использовавшийся для устройства водопровода (он наполнялся дождевой водой или снегом), а древесина пошла на деловые нужды и на дрова.
Радиостанцию развернули 16 января 1912 года. С 17 января Блейк смог приступить к топографической съёмке, а биолог Гамильтон взялся за изучение морской флоры и со временем посетил все колонии пингвинов, которые имелись на острове. 13 февраля удалось связаться с пароходом «Улимароа», а 14 февраля полярники наладили связь с британским военным кораблём «Дрейк», получив от него сигналы точного времени, а также связались с Сиднеем. Так стало известно, что радиостанция открылась в Мельбурне, а через месяц ожидается открытие станции в Хобарте, что заметно упрощало работу на острове Маккуори. В ночь на 11 марта начался сильный снегопад, в тот же день из Хобарта получили сообщения о прибытии туда Амундсена и достижении им Южного полюса. В шторм 1 апреля снесло трос, поддерживающий радиоантенну, но с разбитого тюленебойного судна удалось снять цепь нужной длины.
7 июня на остров прибыла «Аврора», доставившая почту, разобранный мареограф и другие припасы. Потом выяснилось, что бумагу для самописцев и автоматический хронометр для мареографа по ошибке отправили на Землю Адели. Перетаскивать грузы пришлось на себе по каменистому грунту, при этом одна только приёмная труба мареографа весила около 6 центнеров. Судно ушло 22 июня, после чего Эйнсворт и Сандел приступили к установке приборов.
12 июля закончились запасы воды в большом баке, а снега выпадало слишком мало, чтобы снабжаться водой в достатке. Вода из болота кишела насекомыми и отдавала торфом, её использовали только для технических нужд, а источник с питьевой водой нашли только в ¾ мили от базы. 9 сентября на остров зашло судно «Рейчел Коуэн», которое привезло почту, фотоматериалы и запчасти для анемометра, но обувь взамен прохудившейся доставлена не была.

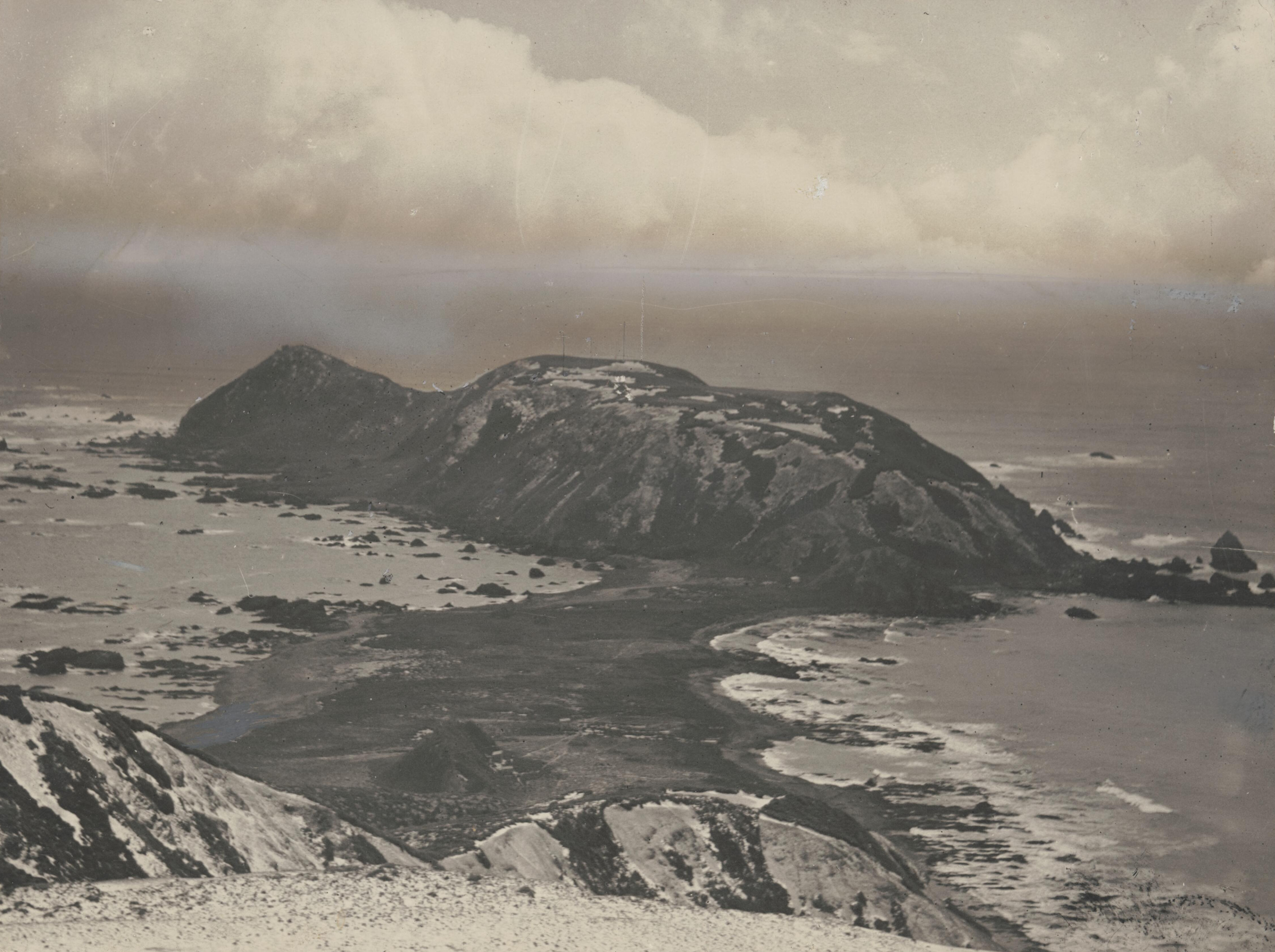
Телеграфный холм. Фото Лесли Блейка

25 сентября 1912 года на станции Маккуори впервые приняли сообщения с базы Моусона на Земле Адели, которые были очень слабыми и с трудом поддавались расшифровке. Вызовы ни к чему не привели, хотя радист Сойер слушал эфир еженощно до рассвета. 10 октября во время сильного шторма упала радиомачта, её устанавливали Эйнсворт, Сойер и Санделл, причём шёл мокрый снег. Вечером 25 октября на остров пришла радиограмма Дэвиса, который извещал, что намерен зайти на остров, и спрашивал, что необходимо доставить в первую очередь. Топограф Блейк, вернувшись 4 ноября из очередной экскурсии, заявил, что ему осталось не более 4—5 дней до завершения полной съёмки острова, которая показала, что карты южной оконечности Маккуори, опубликованные ранее, крайне неточны. «Аврора» пришла 22 ноября, однако полная топографическая съёмка была закончена Блейком только 8 января.
3 февраля, после 4-месячного молчания, пришло сообщение с Земли Адели, но станции Маккуори там не слышали. Вечером 4 февраля с базы сообщили, что Моусон до сих пор не вернулся из санного похода; Сойер пытался связаться с ними, но вновь безуспешно. 8 февраля была получена просьба базы на мысе Денисона о возвращении «Авроры» (которая, как позже выяснилось, на судне услышана не была). Там же сообщалось о гибели Нинниса и Мерца; Сойер вновь безуспешно пытался связаться с базой. На следующий день из Австралии сообщили о гибели группы Роберта Скотта в марте 1912 года. Только 20 февраля удалось наладить прямую связь с материковой базой. 28 февраля неожиданно выяснилось, что не хватает продуктов, и пришлось нормировать выдачу сахара. Март начался штормовым ветром, дувшим со скоростью 64 миль в час, который снёс пристройку базы и водосточный жёлоб и разорвал брезентовый тент. Из-за сильных штормов откладывалось прибытие «Рейчел Коуэн», поэтому команда по возможности перешла на подножный корм: питались рыбой, расплодившимися на острове маорийскими курами, охотились на морских слонов. 1 мая Эйнсворт высчитал, что запасов должно хватить на два месяца. Керосин закончился к концу июня, пришлось перейти на коптилки, заряжаемые жиром морских слонов, они чадили и издавали неприятный запах. Судно всё не выходило из Хобарта, на острове оставался двухнедельный запас муки. Последний хлеб был выпечен 18 июля. Последние запасы кончились 23 июля, теперь приходилось питаться исключительно мясом морских слонов, на поиски и забой которых уходило много времени, пингвины куда-то исчезли. 6 августа было получено сообщение, что сильно повреждённая штормами «Рейчел Коуэн» пришла в Новую Зеландию. К тому времени представилась возможность отправить на остров пароход «Тутанекаи», с которым было решено отправить заболевшего радиста Сойера. Пароход прибыл 20 августа, но из-за непогоды разгружаться пришлось при помощи шлюпок и катера, что представляло большой риск. Когда «Тутанекаи» ушёл, члены экспедиции забили последнюю овцу и устроили «пиршество» с маслом, вареньем, фруктами и рисом. Пингвины вернулись только в сентябре. 18 ноября на остров, наконец, пришла «Рейчел Коуэн», доставившая уголь и соль для консервации зоологических коллекций. 28 ноября в бухту Хасселборо прибыла и «Аврора».

## Возвращение
Главной задачей Дэвиса после возвращения из Антарктики было изыскать деньги для возвращения Моусона. Бывший библиотекарь Королевского географического общества сэр Хью Роберт Миллс помог ему основать комитет для помощи Моусону. Основная поддержка была получена от австралийцев, живущих в Лондоне — так, сэр Роберт Лукас Туф пожертвовал 1000 фунтов стерлингов. Министр финансов Дэвид Ллойд Джордж пообещал грант в 1000 фунтов стерлингов, а через 48 часов премьер-министр Джозеф Кук обещал пособие в 5000 фунтов стерлингов. 19 ноября 1913 года «Аврора» вышла из Хобарта к Антарктиде, чтобы эвакуировать Австралийскую экспедицию. 28 ноября на острове Маккуори на борт поднялись Эйнсворт и его сотрудники, а взамен высадили трёх радистов, которые должны были осуществлять передачу метеорологических данных для Бюро погоды Австралийского союза. На острове яхта пробыла неделю, за это время Хёрли снял несколько фильмов, а Коррелу удалось сделать несколько цветных фотографий.
«Неистовые пятидесятые» «Аврора» миновала благополучно, не испытав обычных для этих широт штормов. Каждые 24 часа устраивалась океанографическая станция, прежде всего — для промера глубин. Утром 14 декабря яхта подошла к мысу Денисон. Погода в тот день была солнечной, ветер дул со скоростью 25 миль в час. Погода благоприятствовала погрузке и последующие дни. 22 декабря было решено исследовать прибрежные острова, недоступные для сухопутного отряда, но в Рождественский сочельник яхта попала в ураган со скоростью 70 миль в час. В день Рождества сломалась лапа якоря, после чего капитан Дэвис повёл судно под защиту ледникового языка Мерца, который обогнул 29 декабря. До Нового года удалось обследовать островки залива Коммонуэлт, но праздновать наступление 1914 года пришлось при сильном волнении и качке. Далее в течение трёх недель судно боролось с паковыми льдами, направляясь на Землю Королевы Мэри. 23 января в ураган, даже находясь в сплочённом льду, судно вообще не могло удерживаться на заданном курсе.
12 февраля, находясь под 55° ю. ш., «Аврора» вошла в поток попутного юго-западного ветра, под всеми парусами удавалось развивать скорость 8 узлов. Сандел и Бикертон развернули радиостанцию и 16 февраля отчётливо ловили сигналы проходящих судов. 26 февраля экспедиция прибыла в Аделаиду.

## После возвращения

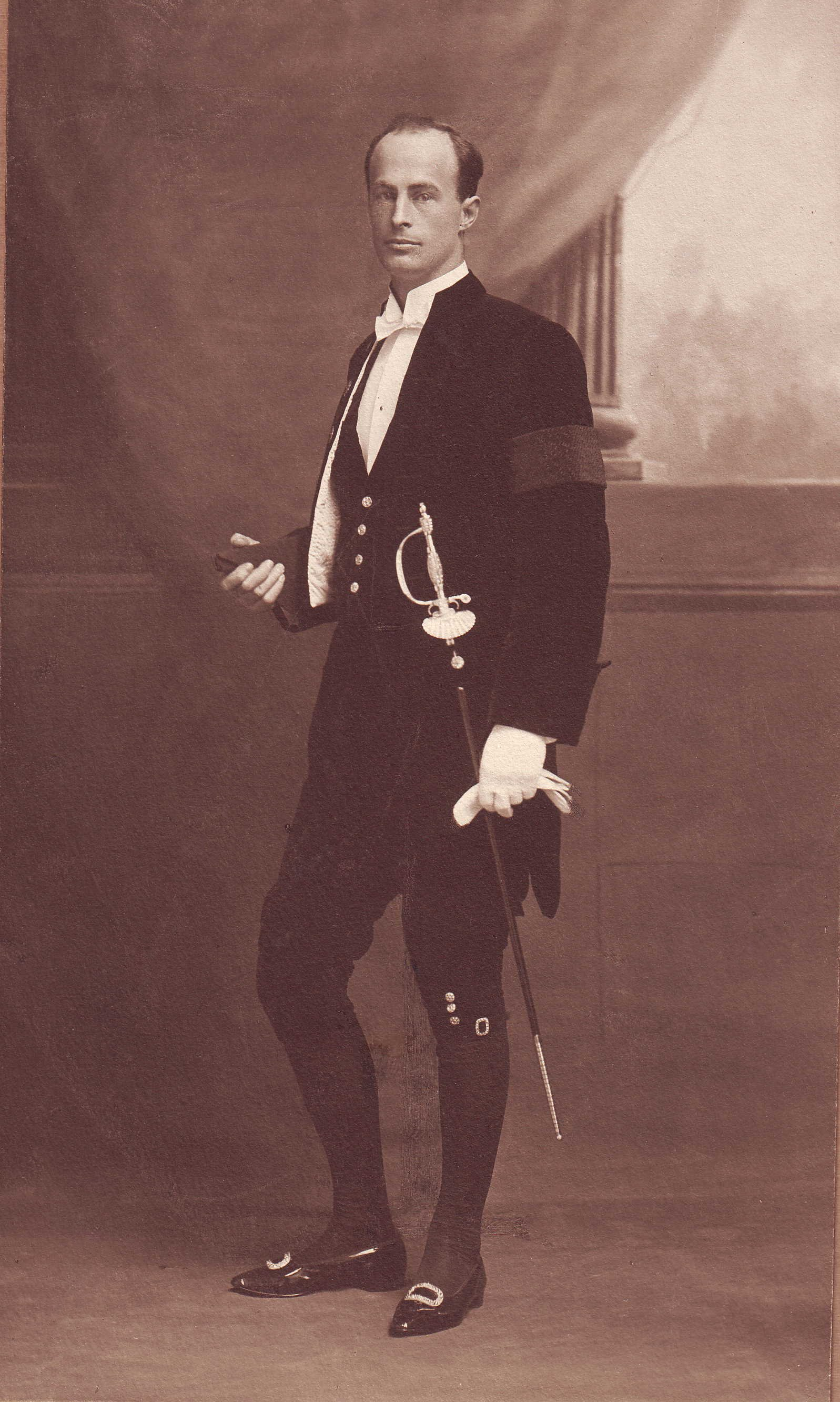
Моусон в одеянии и регалиях рыцаря-бакалавра. Фото 1914 года

На берегу членов экспедиции встречал глава Географического общества Южной Австралии, толпа собралась такая, что Моусону приходилось использовать мегафон. Вскоре приветствовать полярников прибыл генерал-губернатор Австралии — барон Томас Денман. В честь полярников были даны два приёма: лордом-мэром Аделаиды и ректором университета. Была получена поздравительная телеграмма от короля. Для самого Моусона самыми важными были высокие оценки, данные его работе Уильямом Брюсом и Эрнестом Шеклтоном. На приёме не было радиста Джефриса — он никак не мог оправиться от психического расстройства.
31 марта в Мельбурне состоялась свадьба Моусона и Пакиты Дельпрат — его невесты, которая ждала три года; шафером был капитан Дэвис. В свадебное путешествие они отправились в Лондон, их сопровождали капитан Дэвис и доктор Маклин, в Лондоне 3 мая австралийцев встречали леди Шеклтон и Ф. Уайлд.
Главной задачей Моусона было расплатиться с долгами — экспедиция, бывшая чрезвычайно успешной с научной точки зрения, оказалась катастрофической в финансовом плане. Наиболее срочные долги — из общей суммы 8000 фунтов стерлингов — были покрыты продажей «Авроры» (за 5000 или — по другим данным — за 3200 фунтов стерлингов) Шеклтону для нужд его Трансантарктической экспедиции.
Остальную часть долга Моусон рассчитывал покрыть за счёт гонорара за описание путешествия — двухтомную книгу The Home of the Blizzard. Признавая, что является неважным писателем, Моусон пригласил в соавторы руководителей экспедиционных партий, от имени которых велось изложение в соответствующих главах. Устные рассказы и дневниковые записи редактировались доктором Маклином, которому Моусон заплатил за это 300 фунтов стерлингов (29 000 в ценах 2017 года) — сумму, равную его гонорару за участие в экспедиции. Книга была иллюстрирована фотографиями Хёрли, который между тем отправился с Шеклтоном в Трансантарктическую экспедицию, несмотря на неодобрение Моусона. The Home of the Blizzard вышла в 1915 году тиражом 3500 экземпляров. В русском переводе она была впервые опубликована в 1935 году под названием «В стране пурги». Это был сокращённый перевод (скорее, пересказ), содержащий много неточностей и ошибок. В 1967—1970 годах издательство «Мысль» опубликовало полный русский перевод в двух томах под научной редакцией известного полярника, автора первой в мире биографии Моусона — Е. М. Сузюмова.
Дуглас Моусон и его жена пользовались популярностью в высшем свете Лондона. 13 мая они удостоились королевской аудиенции в Букингемском дворце, 22 мая Моусон был приглашён на официальный обед, который давал министр по делам Австралии Рид. Исследователь прочёл серию лекций не только о своей экспедиции, но и о гибели Роберта Скотта, чья вдова — Кэтлин Скотт — в знак признательности пожертвовала в фонд Австралийской экспедиции 1000 фунтов стерлингов (91 220 в ценах 2017 года). В июне 1914 года Моусон сделал официальный доклад в Королевском географическом обществе, на котором присутствовали Шеклтон и множество сотрудников Моусона, бывших тогда в столице. Был там и Бельграв Ниннис-старший — отец одного из двух погибших участников Дальней восточной партии (к родственникам Мерца Моусон специально ездил в Швейцарию). 29 июня Дуглас Моусон был официально возведён в рыцарское звание, имея 32 года от роду.
В 1916 году все участники экспедиции были удостоены Полярной медали, а самого Моусона наградили Золотой медалью Королевского географического общества.

## Память

### Результаты

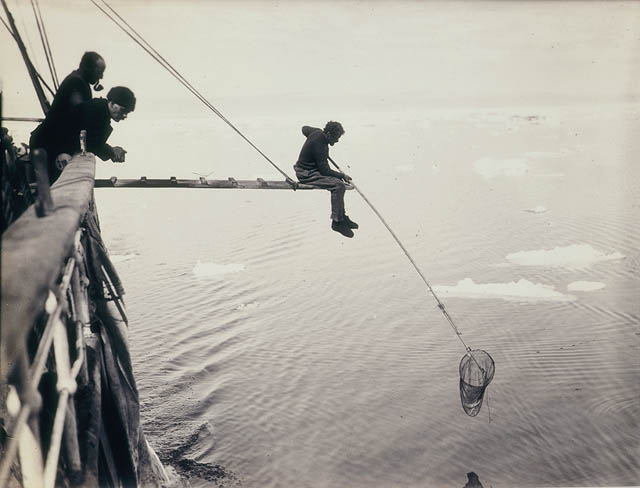
Биолог Гамильтон собирает планктон с борта «Авроры». Фото Фрэнка Хёрли

Согласно сведениям историка полярных путешествий Джеймса Гордона Хэйса (англ. James Gordon Hayes, 1877—1936), Австралийская экспедиция по своим масштабам была беспрецедентным предприятием для антарктических исследований. Первоначальный план Моусона предусматривал комплексное (геологическое, гляциологическое, климатологическое и биологическое) исследование всего побережья Антарктиды от мыса Адэр до вулкана Гауссберг, то есть дугу примерно в 2000 миль (3200 км). Этот план не только был выполнен, но и перевыполнен. Участниками семи экспедиционных партий (на базах Моусона и Уайлда) было пройдено 2600 миль (4200 км) по совершенно неисследованной территории. Только отряд Моусона, Нинниса и Мерца исследовал 310 миль (500 км) к юго-востоку от базы на мысе Денисона. Команда Уайлда совершила обследование 800 миль (1280 км) территории до Гауссберга.
Дж. Хэйс отметил, что среди экспедиций «Золотого века антарктических исследований» предприятие Моусона отмечено самым низким расхождением между протяжённостью маршрута и его описанием. Норвежская экспедиция Амундсена, впервые достигнувшая Южного полюса, прошла 2080 км по материковым льдам и 720 км по шельфовому леднику Росса, но практически не занималась научными исследованиями. Экспедиция Р. Скотта на «Дискавери» прошла 1680 км, но картографировала из них всего 320. Антарктическая экспедиция Шеклтона открыла 1660 км новых земель и картографировала значительную часть этих территорий, так как включала профессиональных географов и геологов, в том числе самого Моусона. Вторая экспедиция Скотта разведала ещё 460 км неисследованных территорий, но надёжно картографированы были лишь 160. При этом во время Австралийской экспедиции была нанесена на карту территория побережий на протяжении 33° долготы, из которых 27° были картографированы санными партиями.
Все маршруты проходили по ледникам, изобиловавшими трещинами, в экстремальных погодных условиях. Так, за 91 день похода Дальней восточной партии в течение 43 дней он проходил в 8-балльный шторм, 17 дней с ветрами сильнее 10 баллов и 7 дней с 12-балльным штормом, когда зафиксированная сила ветра достигала 80 миль в час или 128 км/ч. Были открыты обширные неизвестные ранее районы Антарктиды — Земля Короля Георга (между 142° и 155° в. д.), Земля Королевы Мэри (между 90° и 102° в. д.), Земля Уилкса (между 130° и 136° в. д.), Море Дейвиса, Море Дюмон-Дюрвиля, множество гор, вершин, нунатаков, заливов, бухт и ледников, впервые нанесённых на географические карты. Походы партий Моусона и Уайлда подтвердили, что Земля Адели и вновь открытые земли являются частями единого материка. Команда капитана Дэвиса на «Авроре» промерила морские глубины и рельеф континентального шельфа в прибрежной зоне Антарктического материка протяжённостью по долготе 55°, и установила в общих чертах конфигурацию океанского дна к югу от Австралии и между островом Маккуори и Оклендским архипелагом.
Помимо картографирования и сбора биологических и геологических образцов, экспедиция Моусона была первой, систематически использовавшей новейшие достижения технического прогресса. Австралийцы впервые установили регулярную радиосвязь из Антарктиды (на немецких аппаратах Telefunken), которая также использовалась для приёмов сигналов точного времени и определения фундаментальных географических координат мыса Денисона. Команда Моусона получила первые цветные фотографии в Антарктиде (на стеклянных фотопластинах «Люмьер-автохром»). Для фотосъёмок использовалась немецкая оптика фирмы Carl Zeiss. Также была сделана попытка использовать самолёт, но переделанный под аэросани аппарат показал крайне низкую надёжность техники того времени.

### Издание отчёта экспедиции и дневников её участников

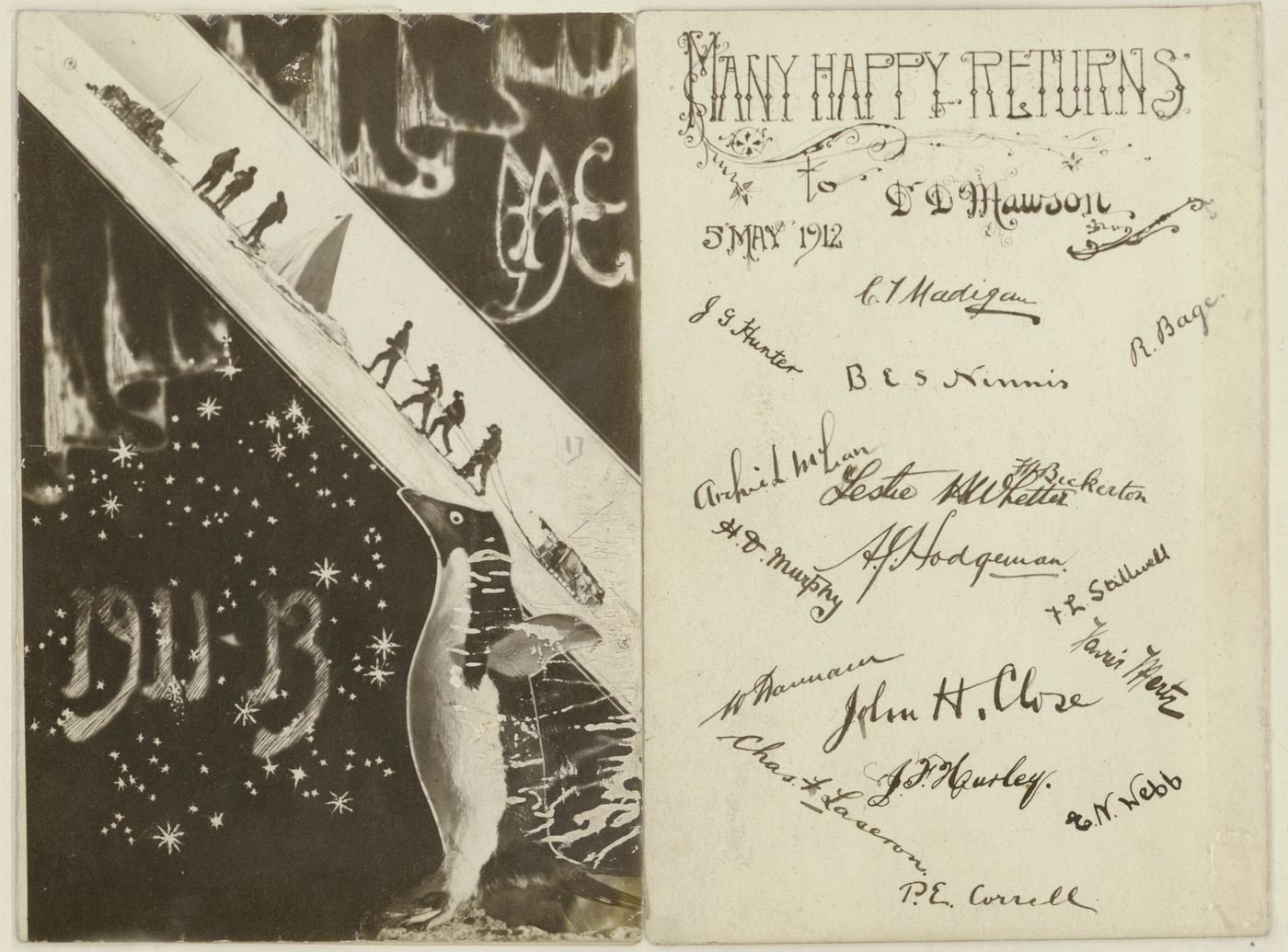
Открытка с подписями членов экспедиции, поднесённая Моусону 5 мая 1912 года

Обработка научных результатов экспедиции шла очень долго, несмотря на то, что Моусон передал все материалы и права на них правительству штата Новый Южный Уэльс и они издавались государственным издательством. Последний том («Птицы») был опубликован в 1937 году, а издание научного отчёта Австралийской экспедиции 1911—1914 годов было объединено с результатами британо-австрало-новозеландской экспедиции 1929—1931 годов, которую также возглавлял Моусон. Общий объём издания составил 94 выпуска (22 тома), разделённых на три серии. Серия A (5 томов) посвящена наукам о Земле: физическая география, океанография и три тома по геологии. Серия B включает статьи по атмосферным и смежным наукам в семи томах, в том числе 5 томов по метеорологии. Серия С включала 10 томов зооботанических описаний. Завершено издание было только в 1943 году.
Сильно затянулось издание газеты «Пурга Адели». После окончания книги об экспедиции, в 1916 году Моусон и Маклин подготовили все материалы к печати, исключив, после некоторых споров, ряд стихотворений и заметок, литературное качество которых могло не устроить публику. Моусон рассчитывал сделать публикацию для коллекционеров — на хорошей бумаге, тиражом примерно 250—500 экземпляров, тогда как Маклин рассчитывал на коммерческое издание. Однако дело так и не двинулось, хотя Маклин писал Моусону о перспективах издания даже с фронта, где работал полковым врачом. В 1919 году он опубликовал собственные воспоминания об экспедиции и скончался от последствий ранений тремя годами позже. Интерес к «Пурге Адели» вырос в начале XXI века: в статье Элизабет Лин 2004 года констатируется, что рукописная газета является чрезвычайно важным историческим источником, причём не только для полярных экспедиций. Бриджид Хейнс проанализировала роль экспедиции Моусона в становлении австралийского «мифа о фронтире», а культурный географ Кристи Коллинс исследовала роль Австралийской антарктической экспедиции в контексте «имперских и постколониальных стремлений». Только в 2010 году Государственная библиотека Южной Австралии выпустила факсимильное издание тиражом 999 экземпляров.
Рукописи дневников Моусона были опубликованы в 1988 году. Между 2002—2014 годами были отдельными книгами или в периодических изданиях опубликованы дневники разных членов экспедиции, в том числе Мадигана, Хантера, Мерца, стюарда «Авроры» Годдарда, и других.
Историк полярных путешествий Бо Риффенбург (Кембриджский институт полярных исследований им. Роберта Скотта) в 2008 году опубликовал историю трёх экспедиций, в которых участвовал Моусон, под названием «Гонка со смертью». В предисловии автор констатировал, что на фоне достижений Шеклтона и Скотта наследие Моусона было прочно забыто широкой публикой и требует восстановления в общественном сознании. Риффенбург подчеркнул, что Моусон был высокопрофессиональным исследователем Антарктики, для которого это была вторая экспедиция на полярный континент. Описанию Австралийской экспедиции посвящены 10 из 16 глав книги. Бо Риффенбург много внимания уделял походу Моусона, Нинниса и Мерца, на что указывает заглавие всей книги, и придерживался теории об отравлении Мерца и Моусона витамином «А». В рецензии С. Хаддельси указано, что автор не скрывал и слабых сторон Моусона как руководителя: тот был нетерпим к слабостям подчинённых, холоден и отчуждён. Себя Моусон позиционировал прежде всего как учёного, поэтому решение научных задач он ставил превыше политических амбиций и даже человеческих отношений. Из-за этого очень сложно складывались отношения между ним и капитаном Дэвисом. С. Хаддельси выражал надежду, что исследование Риффенбурга подстегнёт интерес профессионалов к комплексному исследованию наследия экспедиции, не уступающей по своим достижениям предприятиям Шеклтона, Скотта и Амундсена. В 2011 году вышло пересмотренное издание — «Aurora: Douglas Mawson and the Australasian Antarctic Expedition 1911-14».
В 2012 году Бо Риффенбург опубликовал отдельное исследование, в котором проследил судьбу практически каждой из ездовых собак, задействованных в Австралийской антарктической экспедиции. Широко отмечалось и 100-летие присутствия Австралии в Антарктиде, начатое в 1912 году экспедицией Моусона. Этим событиям был посвящён отдельный выпуск журнала Australian Antarctic Magazine.

### Сохранение экспедиционной базы на мысе Денисона

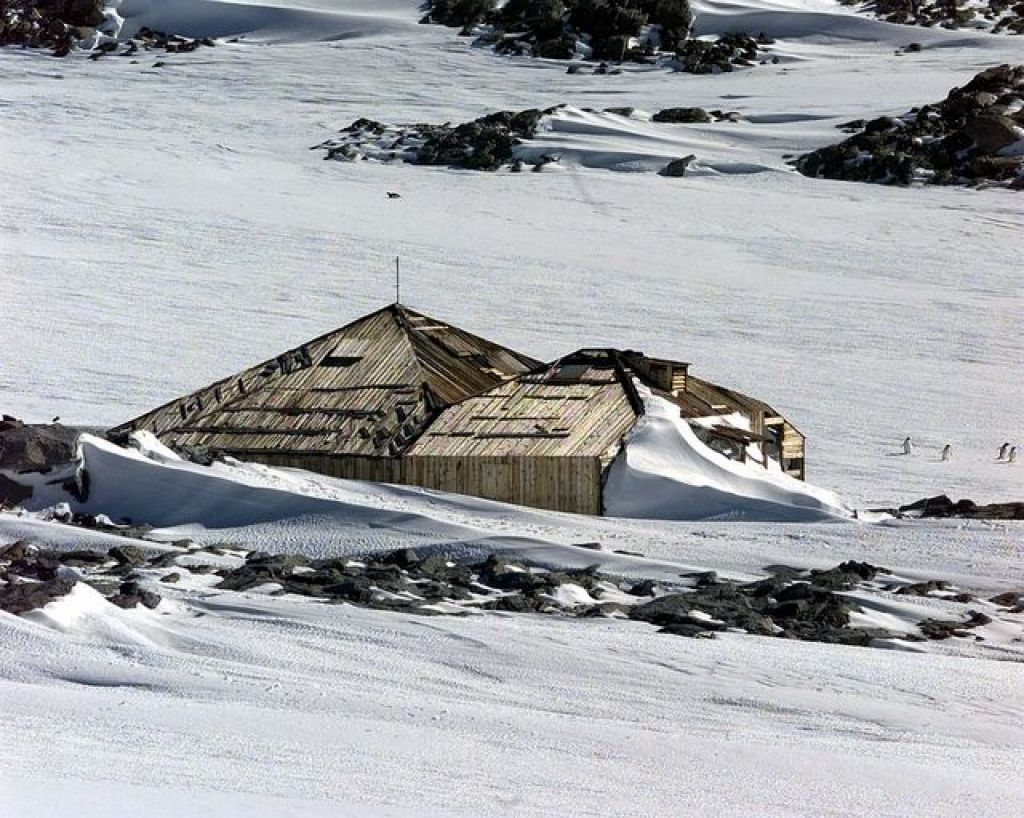
База на мысе Денисона. Фото 2006 года

Бывшая база Моусона на мысе Денисона периодически посещалась исследователями между 1930 и 1962 годами; специалисты первой национальной австралийской антарктической экспедиции в 1962 году пришли к выводу, что деревянные постройки нуждаются в немедленной консервации и реставрации. Главной проблемой был сильный ветровой износ крыши и внешней обшивки, а также то, что внутреннее пространство веранд оказалось полностью заполненным снегом и льдом, что провоцировало гниение древесины. По ряду причин специальную экспедицию на мыс Денисона (под началом Билла Янга) удалось отправить только в 1977 году, а необходимые работы осуществлялись в следующем, 1978 году. Работы в сезон 1978 года показали, что магнитные павильоны не подлежали восстановлению. Жилая хижина сохранилась лучше, но нуждалась в защите от температурных колебаний. Эвакуируясь в 1913 году, Моусон, Бикертон и Мадиган забрали почти все ценные вещи и приборы, не позаботившись о сохранности оставшегося. Австралийские исследователи обнаружили, что, несмотря на прошедшие 65 лет, хорошо сохранились замороженные туши тюленей и пингвинов, аккуратно уложенные в снежные бунты; сохранились и консервы: фруктовые пудинги и шотландская сельдь. Остались и кое-какие инструменты, оборудование для самолётного ангара, хвостовая часть «Виккерса», бензин в банках и двое нарт Нансена. Однако швейную машинку, электрогенератор и радиооборудование, брошенные из-за громоздкости, найти не удалось, хотя рухнувшие радиомачты хорошо сохранились. Первичная консервация включала обшивку внешней поверхности веранд металлическими листами и обработку швов герметиком. Одной из целей экспедиции 1977—1978 годов на мыс Денисона была перепроверка метеорологических данных, поскольку после 1913 года неоднократно высказывались сомнения в зафиксированных скоростях ветра (в том числе 130 км/ч 16 августа 1913 года в течение суток). Непрерывные измерения в течение 31 дня подряд показали, что результаты отличаются, однако скорость ветра оказалась даже выше, чем была измерена во время Австралийской антарктической экспедиции. Отправление команды произошло 26 февраля 1978 года при скорости ветра 100 км/ч.
База Моусона сохраняется усилиями Фонда хижины Моусона, основанного в 1997 году. В 2004 году она была включена в число охраняемых объектов Секретариата Договора об Антарктике.
Австралийская туристическая фирма Chimu Adventures, основанная в 2004 году, среди прочего, осуществляет 26-дневный тур из Тасмании в Новую Зеландию с посещением острова Маккуори и — один раз в сезон (если позволяет погода) — бывшей базы Моусона на мысе Денисона.

### Опыт Джарвиса и Тёрни
В 1999 году австралийский искатель приключений Тим Джарвис совершал одиночный переход до Южного полюса и оказался в ситуации, когда утратил почти всё снаряжение и средства передвижения. В 2007 году с учётом своего опыта он смоделировал одиночный поход Моусона 1912 года. Успешно завершив путешествие, он потерял около 20 кг веса. В то же время критики отмечали, что при моделировании похода Моусона Джарвис не мог по морально-этическим соображениям питаться мясом и внутренностями ездовых собак, что до известной степени обессмысливало реконструкцию. По мотивам путешествия Джарвиса была снята документальная реконструкция путешествия под названием «Когда замёрз ад».
В 2013 году профессор Крис Тёрни (Университет Нового Южного Уэльса) возглавил современную австралийскую экспедицию по следам Моусона, главной целью которой был сбор естественнонаучной, гляциологической и климатологической информации с целью оценить степень глобального изменения климата. В состав команды было включено около 20 человек, в том числе орнитологи, специалисты по ископаемым и другие. Из-за недостатка средств пришлось прибегнуть к продаже мест для туристов и искателей приключений; в Антарктиду экспедицию должно было доставить российское судно «Академик Шокальский». В конце 2013 года судно попало в тяжёлые ледовые условия и даже подавало сигналы бедствия, пассажиров пришлось эвакуировать по воздуху. В 2014 году новая Австралийская антарктическая экспедиция благополучно завершилась.

## Комментарии
1. ↑  Здесь и далее порядок цен рассчитан по системе Measuring Worth[8].
2. ↑  С адмиралом Грили Моусон встречался во время лекционного турне в США в 1915 году, уже после окончания своей экспедиции.
3. ↑  Прибыв 12 марта 1912 года в Хобарт, команда «Авроры» встретила в гавани «Фрам» Амундсена, команда которого покорила Южный полюс 14 декабря предыдущего года[37]
4. ↑  Дискуссия о причинах смерти Мерца продолжается. Ещё в 1968 году была выдвинута гипотеза, что Мерц скончался от гипервитаминоза витамина А, содержавшегося в печени ездовых лаек. И. П. Магидович в «Очерках по истории географических открытий» приводил её как доказанный факт[77]. Однако в 2005 году Д. Кэррингтон-Смит выпустила статью, в которой доказывала, что смерть Мерца наступила как от общего истощения, так и от психологической невозможности питаться мясом животных, о которых он заботился в течение 18 месяцев подряд[78]. Бо Риффенбург вернулся к старой версии об отравлении витамином[79].
5. ↑  Сравнительно небольшой груз объясняется движением группы вдоль побережья, где можно было охотиться на пингвинов и тюленей.
6. ↑  Джефрис так никогда и не оправился от психического заболевания и оставшуюся часть своей жизни провёл в лечебнице в Арарате, штат Виктория. Дата кончины его неизвестна[121]. Только в 2010 году в его честь назвали ледник в Антарктиде (67°4' ю. ш., 143°59' в. д.)[122].
7. ↑  Ныне в 1,6 мили напротив располагается российская научная станция «Мирный».
8. ↑  Так русский переводчик — А. А. Павлова, назвала пастушков-уэка (weka или Maori hen). Эйнсворт писал, что эти нелетающие птицы, завезённые из Новой Зеландии первым колонистом-арендатором острова — Элдером в 1890-е годы, быстро расплодились на Маккуори[165].
9. ↑  Соответственно: 774 400, 484 000 и 309 800 фунтов стерлингов в ценах 2017 года.